# Henri d'Artois
Pour les articles homonymes, voir Artois (homonymie), Chambord et Henri V.
Succession
Prétendant légitimiste
aux trônes de France et de Navarre
3 juin 1844 – 24 août 1883
(39 ans, 2 mois et 21 jours)
Henri Charles Ferdinand Marie Dieudonné d'Artois, duc de Bordeaux, plus connu sous son titre de courtoisie de comte de Chambord, né le 29 septembre 1820 au palais des Tuileries à Paris, et mort le 24 août 1883 au château de Frohsdorf à Lanzenkirchen en Autriche, est un prince de la famille royale de France, chef de la maison capétienne de Bourbon. Petit-fils du roi Charles X, chef et dernier représentant de la branche aînée et française de la maison de Bourbon, il est prétendant à la Couronne de France de 1844 à sa mort sous le nom d'Henri V.
Le nom d'Artois qui lui fut donné par le roi Louis XVIII (suivant la transmission onomastique particulière de la famille royale sous l'Ancien Régime) est celui qui figure sur son acte de naissance, mais il ne l'utilisa plus à partir de 1844 (date de la mort de son oncle le comte de Marnes, dernier dauphin de France), considérant dès lors porter de jure le nom « de France ».
En outre, il opta à partir de la même date pour le nom de « Bourbon » dans ses relations avec les États étrangers (en particulier ceux qui lui accordaient l'asile politique), et c'est aussi sous ce nom d'emprunt (qui était celui qui servait de patronyme aux bâtards royaux en France depuis le Grand Siècle) qu'il se fit représenter par ses avocats en France, dans certaines procédures civiles. Sous la Restauration, Henri d'Artois portait le titre de duc de Bordeaux, que lui donna Louis XVIII en hommage à la première ville qui se rallia aux Bourbons en 1814.
Désigné comme roi de France et de Navarre en 1830, à l'âge de neuf ans, dans l'acte d'abdication de son grand-père, Charles X, et de renonciation de son oncle, le dauphin (futur prétendant « Louis XIX »), il n'exercera pas cette fonction du fait de la montée du duc d'Orléans sur le trône. Il part alors en exil avec toute sa famille en Angleterre. De 1830 à sa mort, il porte le titre de courtoisie de comte de Chambord (qui lui fut donné à l'âge de neuf ans, par la famille royale déchue partant pour l'exil), du nom du château qui lui avait été offert par une souscription nationale. Ses partisans le considérèrent comme le « roi Henri V ». Avant 1844, le prince portait les mêmes armes que son grand-père quand il était comte d'Artois à savoir de France à la bordure crénelée de gueules.
Revenu en France après la chute du Second Empire en 1870, il rallie à lui la majorité royaliste de la nouvelle assemblée nationale, se réconcilie avec la branche d'Orléans (qui se pose néanmoins en héritière de la branche aînée des Bourbons), et assiste à l'échec d'un projet de restauration, à la suite du refus de la majorité des députés d'accepter le drapeau blanc, et de son propre refus d'adoption du drapeau tricolore.
Il est le dernier descendant légitime en ligne masculine de Louis XV et de Marie Leszczyńska. Sa mort sans enfant en 1883 marque l'extinction de la branche Artois de la maison capétienne de Bourbon et le début d'une querelle (toujours d'actualité) entre les maisons de Bourbon-Anjou (Espagne) et d'Orléans pour savoir laquelle a le plus de légitimité à la Couronne de France.

## Le duc de Bordeaux

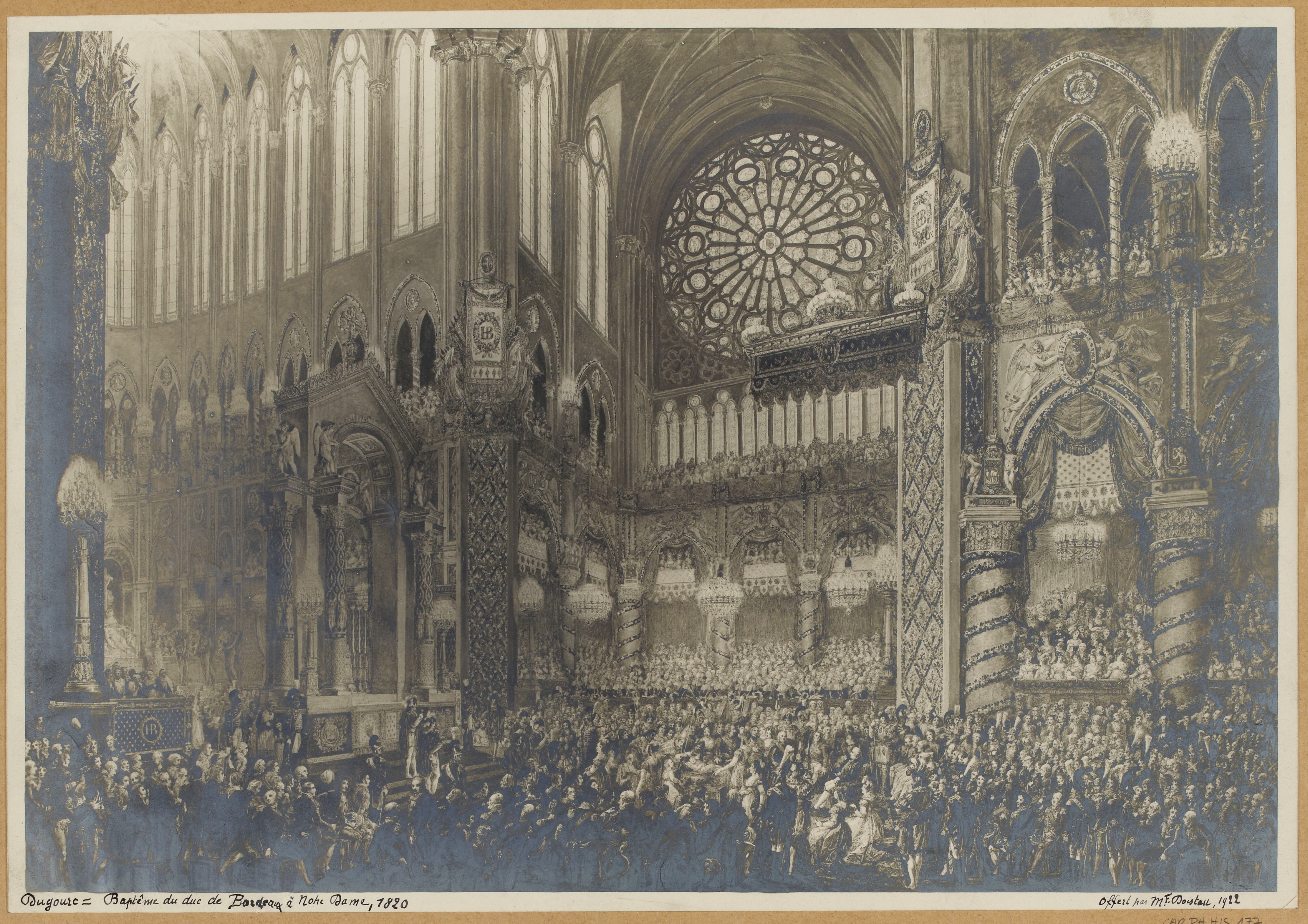
Baptême du duc de Bordeaux à Notre-Dame de Paris le 1er mai 1821, par Dugourc.

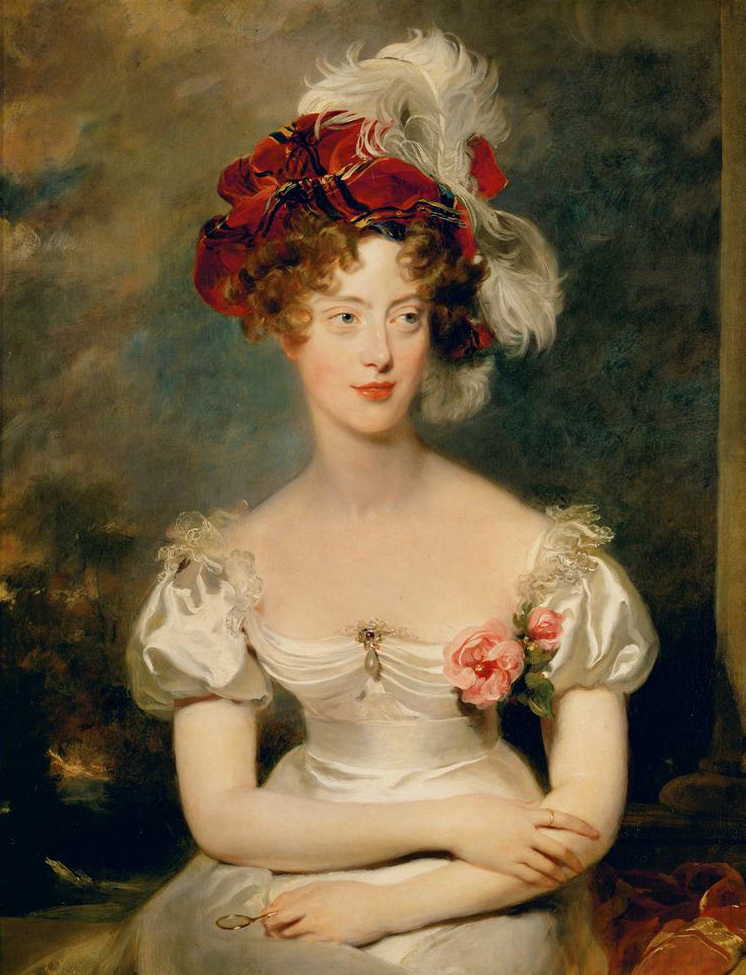
La duchesse de Berry, mère du jeune Henri.

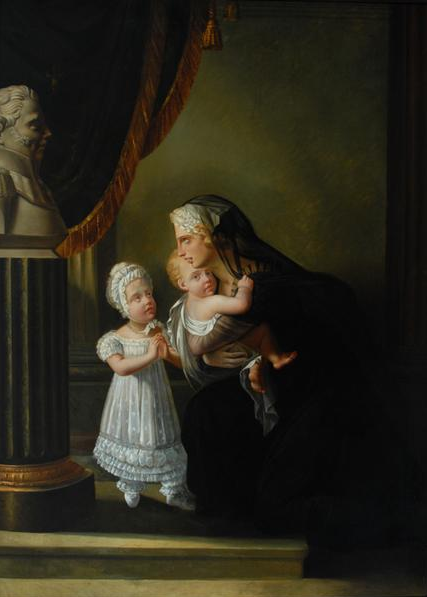
La duchesse de Berry et ses deux enfants après la mort de son époux.

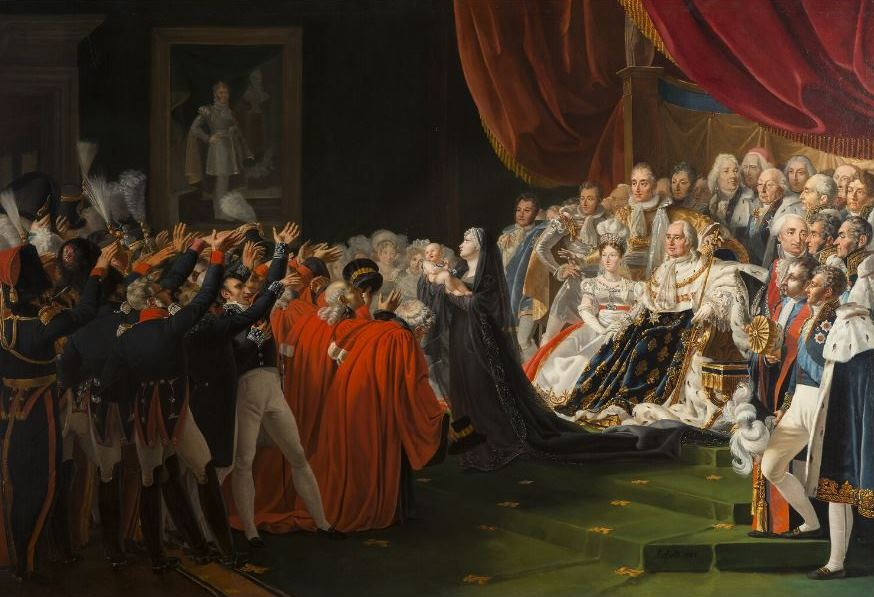
La Duchesse de Berry présente son fils Henri, duc de Bordeaux, à la Cour de France et à la Famille Royale.

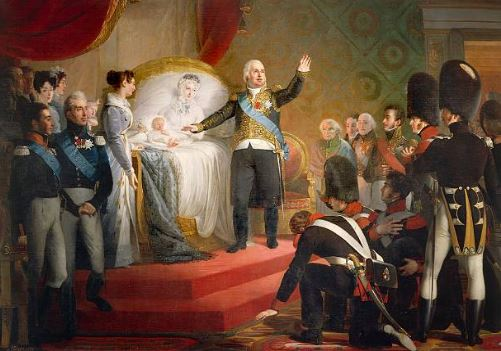
La naissance du duc de Bordeaux, par Dubufe, en 1820.

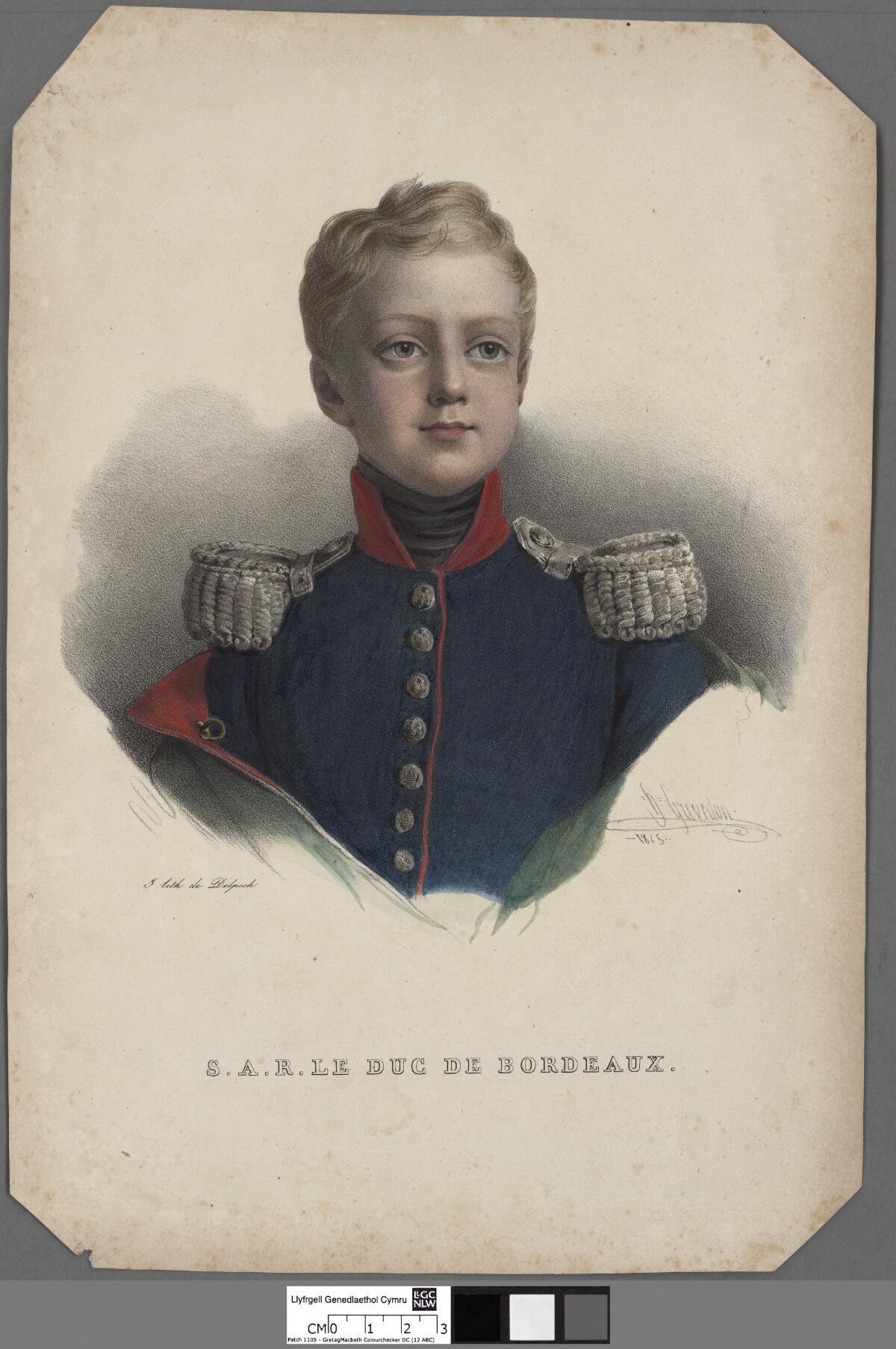
Portrait de S.A.R le duc de Bordeaux réalisé en 1825 par François-Séraphin Delpech.

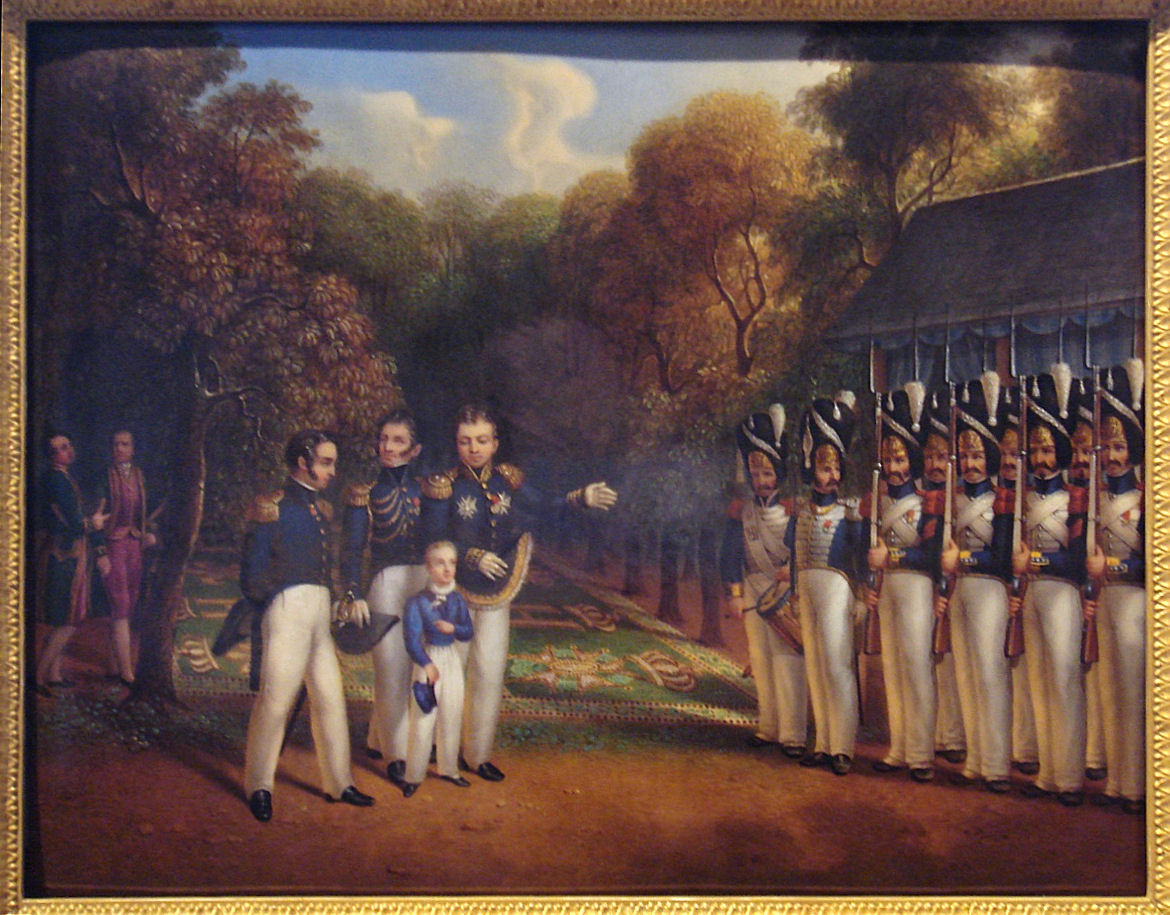
Le jeune Henri d'Artois, duc de Bordeaux, inspectant les soldats de la garde royale.

Henri, duc de Bordeaux, est le petit-neveu du roi de France Louis XVIII. À sa naissance, il est troisième dans l'ordre de succession après son grand-père, le comte d'Artois — futur Charles X (veuf de la princesse Marie-Thérèse de Savoie) et son oncle Louis-Antoine, duc d'Angoulême.
Surnommé par le poète Alphonse de Lamartine l'« enfant du miracle », il est le fils posthume de Charles-Ferdinand d'Artois, duc de Berry, fils cadet du comte d'Artois, et de son épouse Marie-Caroline des Deux-Siciles. Le duc de Berry a été assassiné, dans la nuit du 13 au 14 février 1820, par le bonapartiste Louis-Pierre Louvel qui voulait « détruire la souche » des Bourbons. Déjà mère d'une fille, la duchesse de Berry, enceinte au moment du drame, accoucha sept mois et demi plus tard d'un fils, futur héritier du trône tant espéré.
Ondoyé dès sa naissance, entre trois et quatre heures du matin du 29 septembre, par son premier aumônier Marc-Marie de Bombelles évêque d'Amiens, sous le nom de « Henri, Charles, Ferdinand, Marie, Dieu-donné d'Artois, duc de Bordeaux », Henri est baptisé le 1er mai 1821 à Notre-Dame de Paris ; il a pour parrains son oncle le duc d'Angoulême ainsi que son arrière-grand-père le roi Ferdinand Ier des Deux-Siciles. Ses marraines sont sa tante la duchesse d'Angoulême ainsi que l’épouse de son grand-père, Marie-Isabelle d'Espagne, reine des Deux-Siciles.
Le 11 octobre 1820, une souscription nationale permet de donner au prince le château de Chambord. Il est d'abord placé, comme sa sœur aînée Louise, sous la responsabilité de la duchesse de Gontaut. En 1827, Auguste-Marie Agard de Maupas devient son sous-gouverneur . En 1828, son grand-père, devenu roi en 1824 sous le nom de Charles X, confie son éducation au baron de Damas. Cet éducateur accorde beaucoup d'importance à l'apprentissage religieux ; il veille aussi à choisir des précepteurs qui initient le prince aux matières de bases, aux langues vivantes — allemand, italien — aux exercices physiques et au tir au pistolet.
Le prince a une sœur aînée, Louise d'Artois (1819-1864). Du côté de son père, deux demi-sœurs légitimées : Charlotte, comtesse d'Issoudun (future princesse de Faucigny-Lucinge) et Louise, comtesse de Vierzon (future épouse du baron de Charette, général des zouaves pontificaux), ainsi que plusieurs demi-frères et sœurs illégitimes, dont certains nés posthumes. Le remariage de sa mère avec Hector Lucchesi-Palli produit encore cinq demi-frères et sœurs légitimes.

## La révolution de 1830

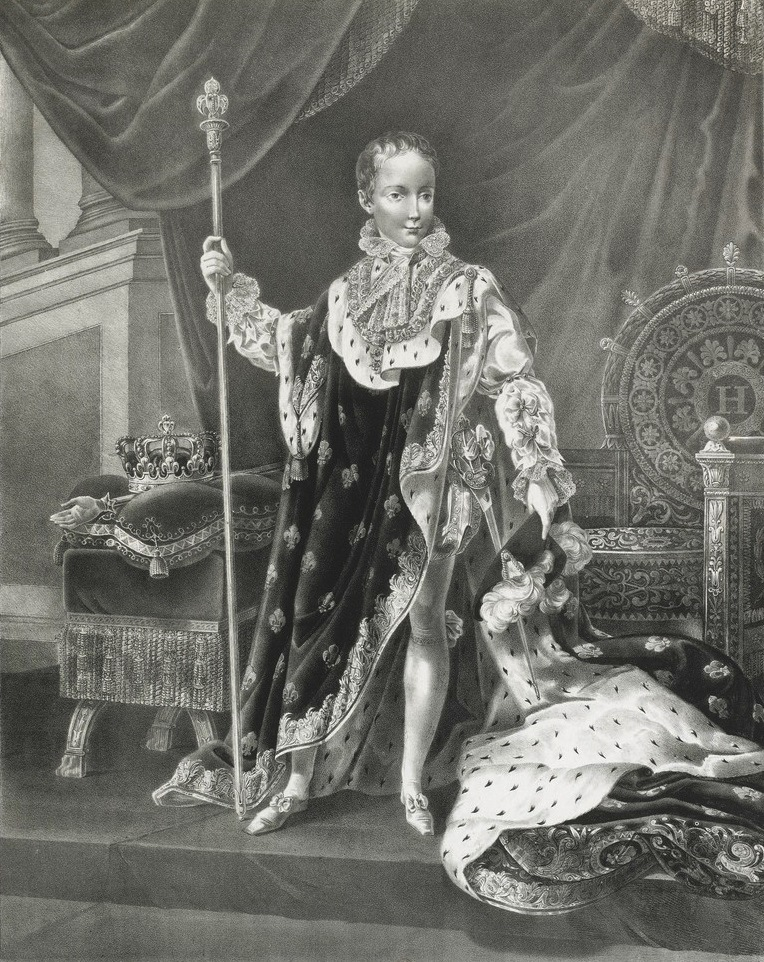
Henri d'Artois, Roi de France et d’Alger, par un artiste inconnu, vers 1833.

Le 25 juillet 1830, Charles X promulgue des ordonnances qui provoquent la révolution de 1830, connue aussi sous le nom de Trois Glorieuses. Le 30 juillet 1830, un groupe d'hommes politiques parisiens lance la candidature au trône de Louis-Philippe, duc d'Orléans. Le 2 août 1830, Charles X abdique en faveur de son petit-fils Henri d'Artois. L'ordre de succession donnait cependant le trône au fils aîné du roi, le dauphin Louis-Antoine de France, qui était appelé à régner sous le nom de Louis XIX. Mais celui-ci est contraint de contresigner l'abdication de son père. Ainsi, la Couronne passerait au jeune Henri, duc de Bordeaux, qui deviendrait Henri V. Charles X envoie cet acte d'abdication au duc d'Orléans lui confiant de facto la régence, l'ayant déjà nommé dès le 1er août 1830 lieutenant-général du royaume (confirmant de fait ce titre, que le duc d'Orléans avait reçu des députés). Dans cet envoi, il le charge expressément de faire proclamer l'avènement d'Henri V. Louis-Philippe d'Orléans ne se tient pas pour régent à partir du 2 août ; il se contente de faire enregistrer l'abdication de Charles X et la renonciation de son fils, sans faire proclamer Henri V. Le 7 août, la chambre des députés puis la chambre des pairs appellent au trône le duc d'Orléans, qui prête serment le 9 août, sous le nom de Louis-Philippe Ier. Néanmoins, dès le 2 août, certains légitimistes (qui seront appelés les henriquinquistes) commencent à désigner le jeune Henri, âgé de neuf ans, sous le nom d'Henri V. La famille royale part en exil en Angleterre le 16 août 1830.

## La monarchie de Juillet (1830–1848)

### De la Grande-Bretagne à l'Autriche

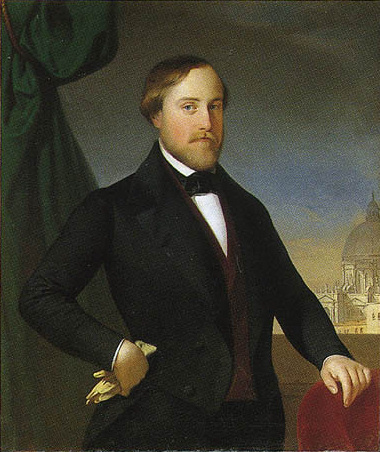
Le comte de Chambord dans les années 1840 par Adeodato Malatesta.

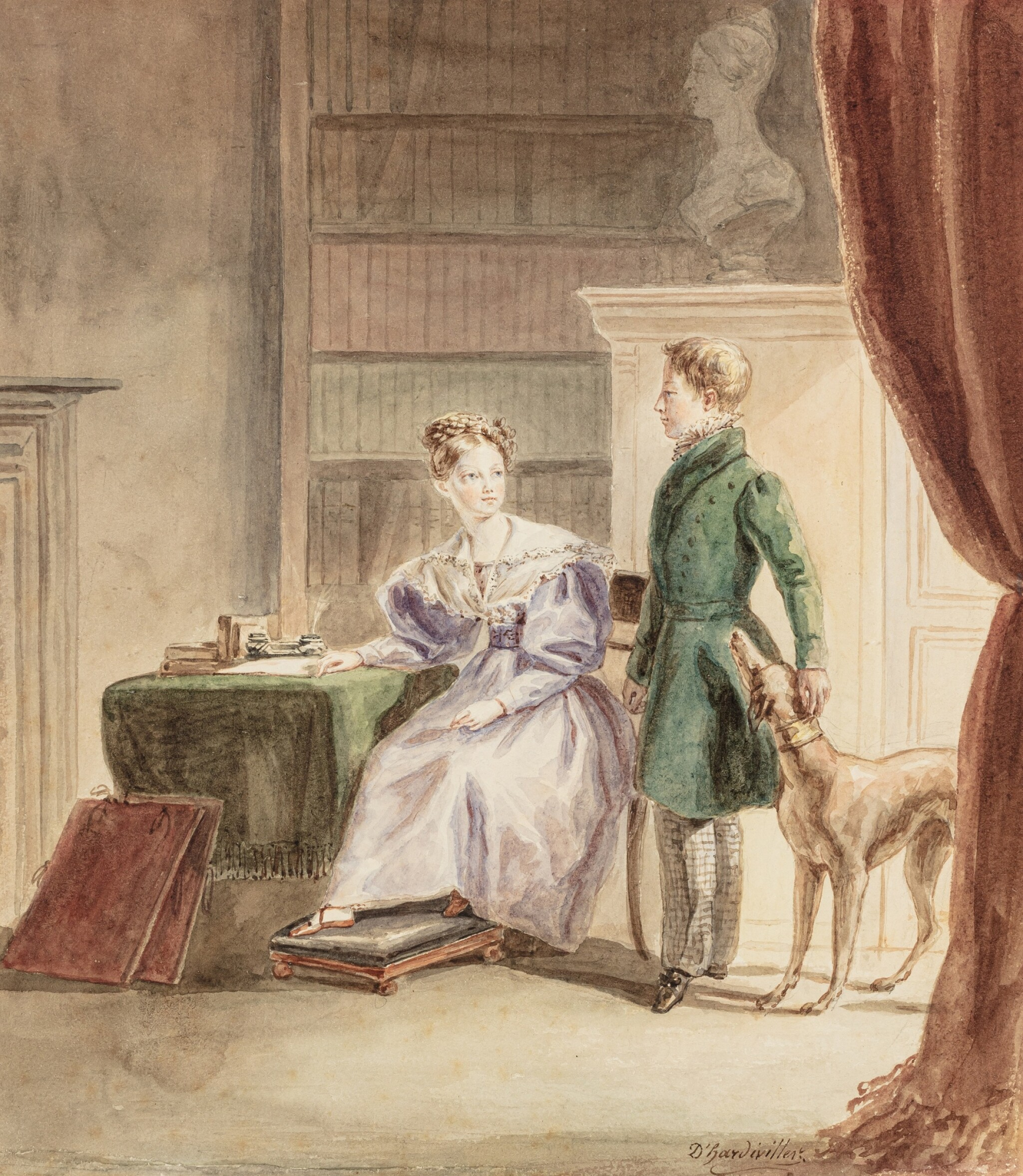
Le comte de Chambord et sa sœur Louise durant leur exil à Prague, par d'Harvillier, entre 1833 et 1836.

La famille royale déchue s'installe au château de Holyrood, en Écosse. En avril 1832, la duchesse de Berry, mère du duc de Bordeaux, débarque en France dans l'espoir de provoquer un soulèvement dans l'Ouest de la France, qui donnerait le trône à son fils. Sa tentative échoue. Arrêtée en novembre 1832, emprisonnée à la citadelle de Blaye, elle y accouche d'une fille qu'elle présente comme le fruit d'un mariage secret avec le comte de Lucchesi-Palli. Discréditée, elle s'exile et l'ancien roi Charles X confie l'éducation de ses petits-enfants à son autre belle-fille, la duchesse d'Angoulême, fille des défunts Louis XVI et Marie-Antoinette d'Autriche.
En octobre 1832, la famille de Charles X quitte le Royaume-Uni pour s'installer au palais royal de Prague, en Bohême. L'éducation du duc de Bordeaux est confiée à Mgr Denis Frayssinous. Le 27 septembre 1833, pour sa majorité, fixée à treize ans par les lois du royaume, le prince Henri reçoit un groupe de légitimistes henriquinquistes, qui le saluent au cri de « Vive le roi ! ». À leur retour en France, ces derniers sont poursuivis par le gouvernement de Louis-Philippe, mais acquittés par la cour d'assises. Le premier acte que le duc de Bordeaux accomplit à l'occasion de sa majorité est celui d'une « protestation solennelle contre l'usurpation de Louis-Philippe ».

En octobre 1836, l'ancienne famille royale doit quitter Prague pour Goritz, où Charles X meurt le 6 novembre. Son fils, le dauphin, qui porte le titre de courtoisie de comte de Marnes, devient en droit « Louis XIX », aux yeux des légitimistes carlistes.
Le 28 juillet 1841, le comte de Chambord est victime d'un accident de cheval, qui le force à une longue convalescence, et lui laisse une claudication.
En octobre 1843, il se rend à Londres, où il rencontre à Belgrave Square de nombreux légitimistes venus de France, parmi lesquels figure François-René de Chateaubriand. Ces fidèles seront « flétris » par la monarchie de Juillet.

### Chef de la maison de Bourbon
La mort du dauphin « Louis XIX », survenue le 3 juin 1844, amène ses partisans à se rallier au comte de Chambord, qui devient l'aîné de la maison de France et est désormais reconnu sous le nom d'Henri V par tous les légitimistes, qui restent dans l'opposition sous la monarchie de Juillet, la Deuxième République et le Second Empire.
Le premier acte du prétendant au trône de France est d'affirmer ses droits : 
« Devenu, par la mort du comte de Marnes, chef de la maison de Bourbon, je regarde comme un devoir de protester contre le changement qui a été introduit dans l'ordre légitime de succession à la Couronne et de déclarer que je ne renoncerai jamais aux droits que, d'après les lois françaises, je tiens de ma naissance. Ces droits sont liés à de grands devoirs qu'avec la grâce de Dieu, je saurai remplir ; toutefois je ne veux les exercer que lorsque, dans ma conviction, la Providence m'appellera à être véritablement utile à la France. Jusqu'à cette époque, mon intention est de ne prendre dans l'exil où je suis forcé de vivre que le nom de comte de Chambord ; c'est celui que j'ai adopté en sortant de France. »
En 1844, le comte de Chambord et sa tante, Marie-Thérèse de France, s'installent au château de Frohsdorf, situé au sud-est de Vienne.
Depuis Frohsdorf, le comte de Chambord se tient au courant des affaires françaises et internationales. « Il lit quotidiennement plusieurs titres de la presse française et étrangère, prend connaissance des brochures et des livres qui lui sont envoyés, reçoit des voyageurs venus de France, entretient des correspondances avec des personnalités légitimistes. »

## Mariage
Durant de nombreuses années le comte de Chambord et son entourage cherchent une épouse à celui qui devait un jour hériter du trône de France. Cependant en tant qu’exilé et n’ayant pratiquement aucune chance d’accéder au trône, les demandes furent refusées. Louis-Philippe bloqua autant qu’il le put les propositions de mariage d’Henri. Au fil des années le comte de Chambord s’intéressa aux princesses suivantes :
- la grande-duchesse Olga Nikolaïevna de Russie. La duchesse de Berry envoya le comte de Choulot pour demander la main de la princesse mais la duchesse d’Angoulême refusa, Olga n’étant pas catholique et venant d’une famille possédant un faible lignage ;
- l’archiduchesse Marie-Béatrice de Modène. Henri s’intéressa à elle mais la jeune princesse s’était déjà fiancé avec un cousin d’Henri, l’ancien infant d’Espagne, Jean de Bourbon, comte de Montizon futur prétendant aux trônes d’Espagne et de France ;
- la princesse Marie-Caroline de Bourbon-Siciles. La famille royale déchue s’intéressa un temps à cette princesse, tante maternelle d’Henri. Cependant elle ne fut pas retenue ;
- une archiduchesse d’Autriche. La duchesse d’Angoulême souhaitait probablement une alliance avec la séculaire maison d’Autriche. Cependant le chancelier Metternich refusa pour éviter le mécontentement du roi des Français.

Finalement, le 15 novembre 1846, le comte de Chambord épouse Marie-Thérèse de Modène, avec laquelle il devait former un couple uni. Le père de cette princesse de vingt-neuf ans, le duc François IV de Modène, était le seul souverain européen à n'avoir pas reconnu la monarchie de Juillet. La duchesse, née princesse Marie-Béatrice de Savoie, était l'héritière des Stuart pour régner sur la Grande-Bretagne, mais exclue de la succession à cause de l'Acte d'établissement anti-catholique de 1701. Le mariage restera sans descendance du fait d’une malformation de l’archiduchesse.

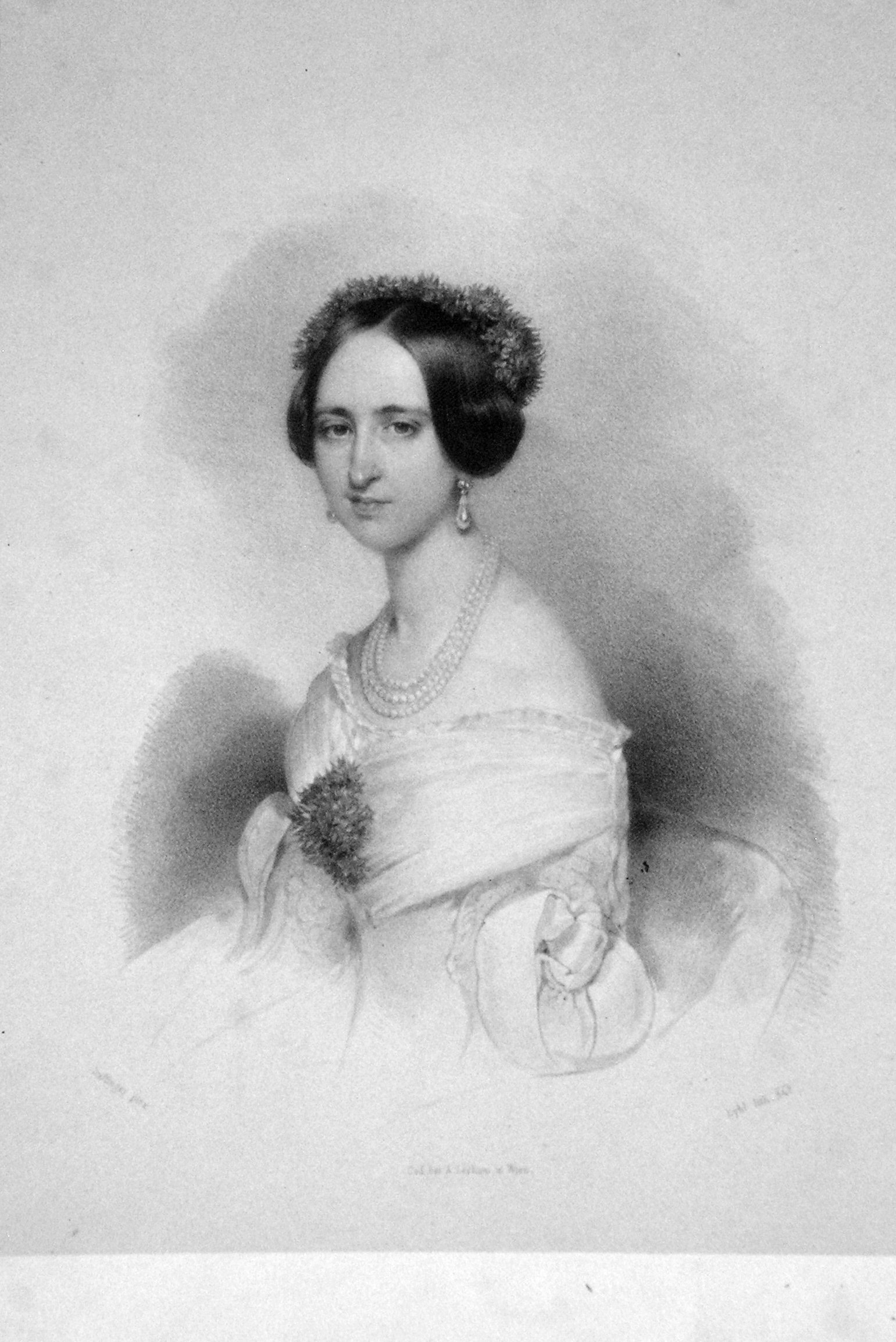
Marie-Thérèse d'Autriche-Este, princesse de Modène, vers 1840.

## La Deuxième République (1848-1852)

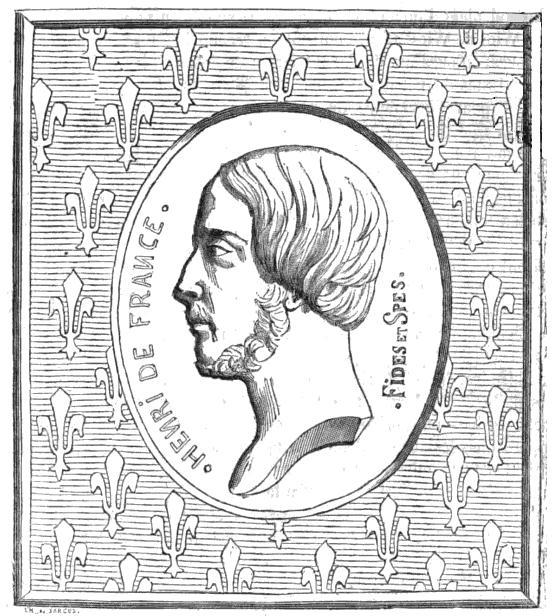
« Henri de France » par Charles-Marie de Sarcus.

En février 1848, la Révolution éclate ; Louis-Philippe abdique le 24 ; la République est proclamée. Le comte de Chambord voit dans la chute des Orléans un juste châtiment, mais s'interdit toute manifestation publique de joie. Le prince Louis-Napoléon Bonaparte est élu président de la République en décembre 1848. Cependant, en mai 1849, les élections portent une majorité monarchiste à l'Assemblée nationale. Le prince-président entre bientôt en conflit avec elle. Par le coup d'État du 2 décembre 1851, il conserve le pouvoir et, en octobre 1852, laisse entendre un prochain rétablissement de l'Empire. Le comte de Chambord intervient alors par un manifeste daté du 25 octobre 1852, dans lequel il déclare :

« Le génie et la gloire de Napoléon n'ont pu suffire à fonder rien de stable ; son nom et son souvenir y suffiraient bien moins encore. On ne rétablit pas la sécurité en ébranlant le principe sur lequel repose le trône […]. La monarchie en France, c'est la maison royale de France indissolublement unie à la nation. [...] Je maintiens donc mon droit qui est le plus sûr garant des vôtres, et, prenant Dieu à témoin, je déclare à la France et au monde que, fidèle aux lois du royaume et aux traditions de mes aïeux, je conserverai religieusement jusqu'à mon dernier soupir le dépôt de la monarchie héréditaire dont la Providence m'a confié la garde, et qui est l'unique port de salut où, après tant d'orages, cette France, objet de tout mon amour, pourra retrouver enfin le repos et le bonheur. »

Aussitôt après avoir signé ce manifeste, le comte de Chambord précise à ses partisans la ligne de conduite qu'il attend d'eux, si l'Empire se rétablit : ils ne devront pas participer à la vie publique, s'abstenir de voter et de se présenter à des mandats électifs.
Dès juin 1848, il prend l'initiative d'un premier geste de réconciliation avec la famille d'Orléans. En 1850, à la mort de Louis-Philippe, il fait célébrer une messe à la mémoire du défunt et écrit à sa veuve, la reine Marie-Amélie. Des démarches sont accomplies entre les deux familles, mais leur union ne se réalise pas.
En 1851, le comte de Chambord hérite du château de Frohsdorf, de sa tante, Marie-Thérèse, comtesse de Marnes. Il y réside et y conserve des souvenirs de la royauté : portraits de la famille royale ; drapeaux blancs remis à Charles X en août 1830 ; cadeaux offerts par des légitimistes.
Il fait construire sur le domaine de Frohsdorf deux écoles, pour les enfants du personnel du château et de la paroisse.
Il quitte parfois le château de Frohsdorf pour voyager en Suisse, aux Pays-Bas, en Angleterre, en Allemagne et en Grèce. En 1861, ce catholique convaincu accomplit un périple de deux mois et demi en Orient, qui lui permet de faire un pèlerinage en Terre sainte, dont il a laissé un récit.
De 1848 à 1866, il réside aussi pendant l'hiver à Venise, au palais Cavalli-Franchetti, où il fait exécuter d'importants travaux. Lors de ses séjours à Venise, le prince apprécie de pouvoir chasser dans la lagune. En 1866, l'annexion de la Vénétie lors de l'unification italienne, à la suite du Traité de Vienne, amène la fin de la domination autrichienne sur la ville de Venise et pousse le comte de Chambord à vendre le palais.
Sa sœur, la princesse Louise avait été mariée en 1845 au prince héréditaire de Lucques, Ferdinand-Charles de Bourbon, devenu ensuite le duc Charles III de Parme. Celui-ci est assassiné en 1854 après cinq ans de règne. La duchesse Louise est nommée régente pour son fils Robert Ier mais doit s'enfuir devant les troupes sardes qui envahissent ses duchés en 1860. Elle meurt prématurément en 1864 en confiant la tutelle de ses enfants à son frère. Le comte de Chambord eut une grande influence sur ses neveux et nièces.

## Élaboration d'un projet politique sous le Second Empire (1852-1870)

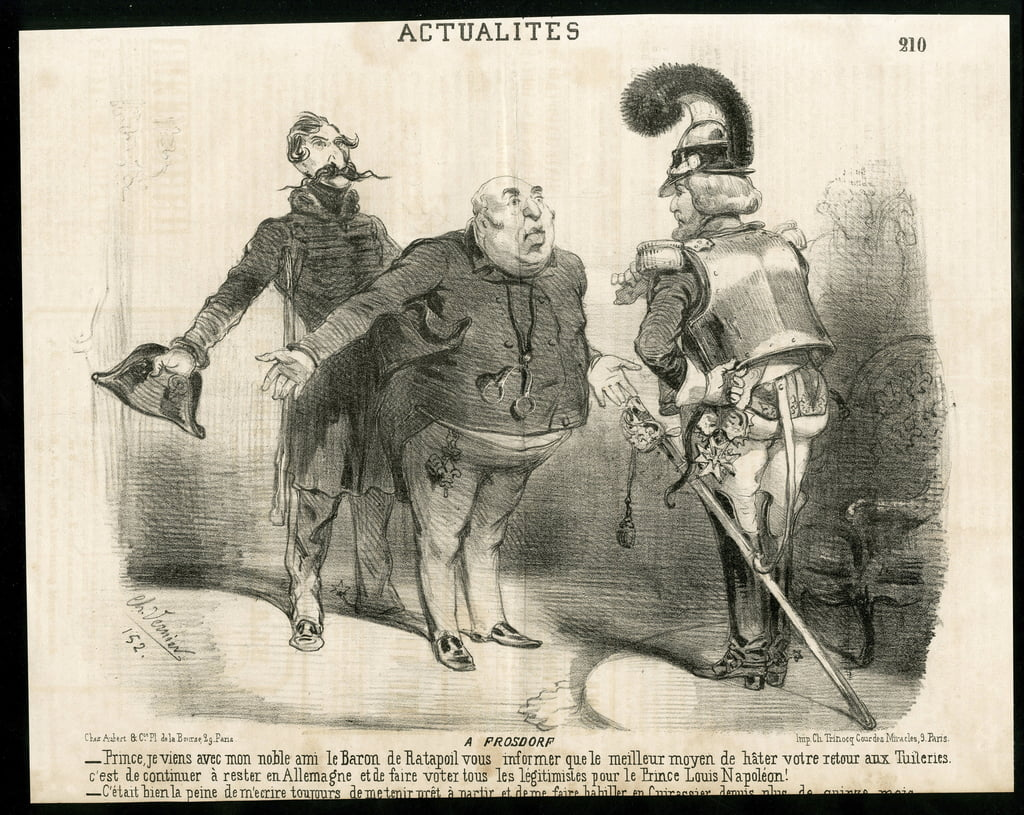
Lithographie par Charles Vernier: Le légitimiste Berryer et le bonapartiste Ratapoil rendent visite au comte de Chambord.

Sous le Second Empire, le comte de Chambord entretient des liens réguliers avec les représentants du parti légitimiste en France, avec lesquels il échange un courrier clandestin. À partir de 1862, il fait connaître sa doctrine et son projet politique par des manifestes adressés aux Français. Appelant de ses vœux une monarchie qui réaliserait « l'alliance si désirée d'une autorité forte et d'une sage liberté », il préconise une décentralisation administrative et politique. Il se penche aussi sur la question sociale.

### Inspirations

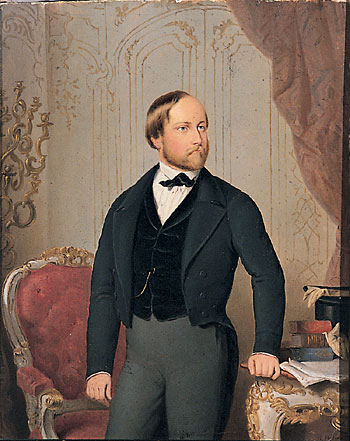
Portrait de : Henri V de Bourbon, par Gaétane Signorini en 1866.

Parmi ceux qui ont influencé la pensée du comte de Chambord, il faut citer Mgr Louis-Édouard Pie, évêque de Poitiers, à qui Henri de Vanssay demandera à l'intention du prétendant « Henri V » de rédiger un rapport décrivant les principes devant servir de base à l'établissement d'une monarchie chrétienne,. Il faut aussi citer Antoine Blanc de Saint-Bonnet ainsi que Pierre-Sébastien Laurentie, un écrivain royaliste du XIXe siècle (1793-1876).

### Constitution
Le comte de Chambord souhaite que le roi soit accessible sans distinction de rang social et fasse « concourir tous les talents, tous les caractères élevés, toutes les forces intellectuelles de tous les Français ». Le petit-fils de Charles X entend que cette déclaration de principe trouve sa concrétisation dans la constitution du royaume par l'affirmation de l'égalité des droits entre tous les citoyens français et l'égal accès de tous aux charges et responsabilités publiques ainsi qu'aux avantages sociaux. Partisan d'une constitution écrite, le prétendant désavoue certains penseurs contre-révolutionnaires et se dit partisan de lois organiques garantissant les libertés publiques et définissant les rouages du gouvernement. Le comte de Chambord déteste la formule d'Adolphe Thiers : « Le roi règne et ne gouverne pas. » Pour lui, le roi nomme et révoque les ministres, leur donne des directives, les fait travailler ensemble, contrôle leur action.
Le rôle du parlement est un rôle de contrôle qui ne va pas jusqu'à pouvoir renverser le gouvernement : il consiste dans le vote annuel des impôts et du budget et dans la participation à l'élaboration des lois. Le comte de Chambord craint que la responsabilité ministérielle devant les chambres ne soit source d'instabilité chronique. Il est aussi favorable au bicaméralisme. En revanche, le roi disposerait du droit de dissoudre la chambre sans limite.

### Suffrage universel et décentralisation
Le comte de Chambord est favorable au suffrage universel ; il croit, comme lui a dit Villèle, que son grand-père eût conservé son trône s'il y avait fait appel. Ses idées sont proches de celles du marquis de Franclieu qui lui a fait parvenir une étude intitulée Le Suffrage universel honnêtement pratiqué en 1866 et qui sera rendue publique en 1874 sous la forme d'un Rapport au roi. Selon Franclieu, un scrutin populaire s'avère plus conservateur qu'un scrutin élitiste. Franclieu privilégie deux pistes : le suffrage familial et la représentation des intérêts économiques et sociaux. Ce texte qui prévoit d'accorder le droit de vote aux femmes inspire une proposition de loi du comte de Douhet selon laquelle serait institué « le vote accumulé des familles ». Les chefs de famille auraient autant de vote que d'enfants, les familles nombreuses étant considérées comme « plus stables, plus sages et plus méritantes ». La représentation des intérêts économiques et sociaux se ferait par l'introduction dans la composition de la Chambre haute d'une dose de représentation professionnelle : « agriculture, propriété, industrie, commerce, main-d'œuvre, science ».
Le comte de Chambord apporte par la suite des précisions sur sa propre conception : un suffrage large mais à plusieurs degrés. « Le suffrage universel n'est absurde que dans son application, il ne l'est certainement pas dans son principe. Je veux dire que, philosophiquement parlant, il n'est pas absurde que les membres du corps social prennent part au gouvernement de ce corps. [...] Que chacun vote, mais seulement sur ce qu'il est capable d'apprécier, et que l'on n'ait un suffrage que là où on est capable d'avoir un avis. »
La question du suffrage lui paraît indissociable de celle de la décentralisation dans la mesure où il prône la création de collectivités territoriales dont les représentants seraient issus du suffrage universel : « Il reste encore en France une vie municipale, une vie provinciale, une vie nationale à rétablir. À chacune de ces vies doit correspondre un organisme qui lui soit propre. » Le système électoral préconisé repose sur un suffrage universel intégral à trois degrés et direct seulement pour le premier ; toute la population élit les conseillers municipaux, lesquels élisent les conseilleurs provinciaux, lesquels élisent les conseillers nationaux, autrement dit les députés.
Concernant la décentralisation, il insiste sur sa nécessité dans deux lettres du 14 novembre 1862 et du 30 janvier 1865. Il ne détaille pas concrètement comment la mettre en place mais il ne la confond pas avec la déconcentration administrative, ni avec la décongestion économique et sociale.

### Liberté de l'enseignement

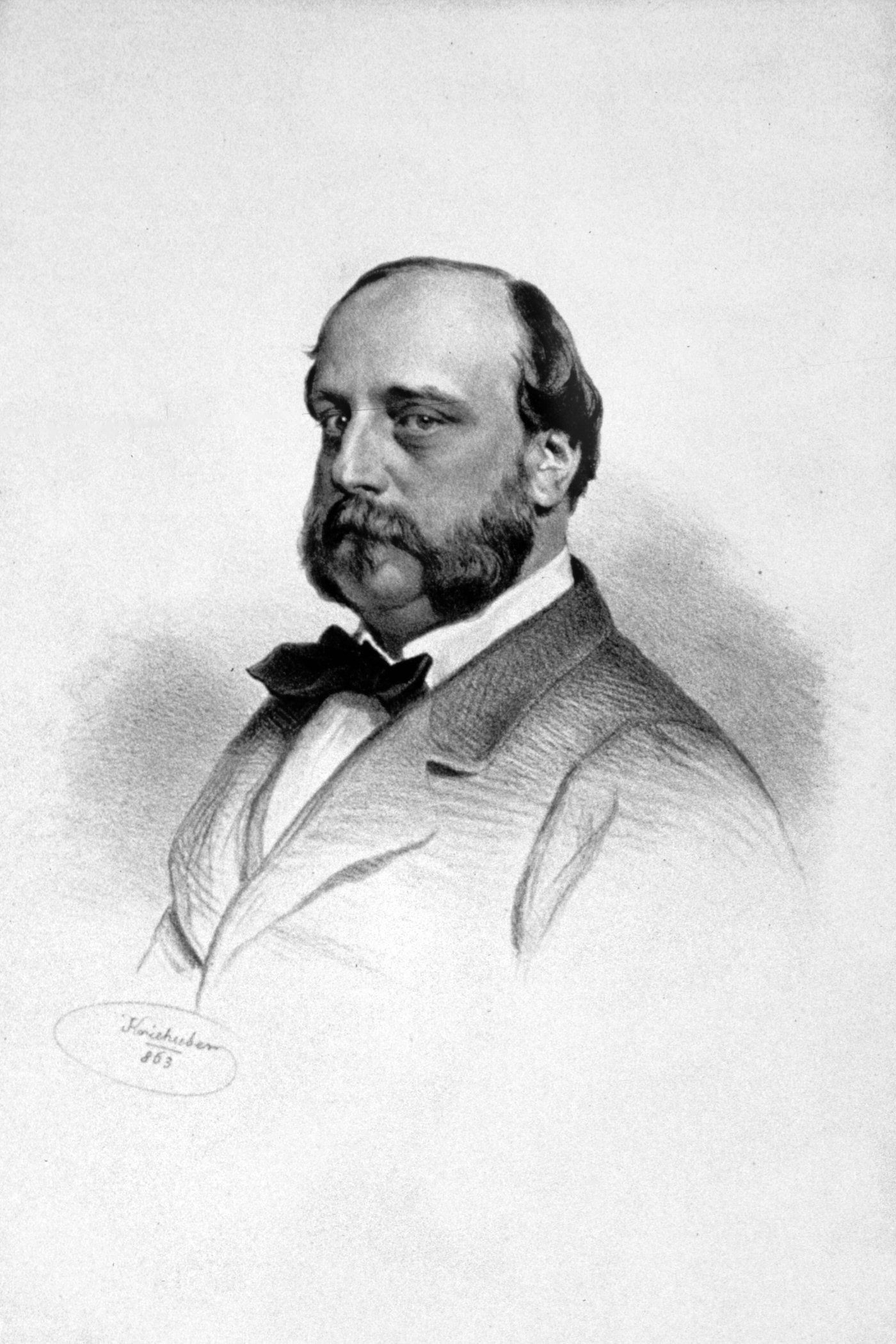
Le comte de Chambord.

Le comte de Chambord tient la liberté religieuse pour « inviolable et sacrée », il entend la garantir mais n'entend pas que les évêques se mêlent des affaires temporelles, ce qui ne serait « pas moins contraire à la dignité et aux intérêts de la religion elle-même qu'au bien de l'État ». Mais le prince ne précise pas si cela se traduirait pas la négociation d'un nouveau concordat.
Selon lui, les collectivités publiques doivent se tenir à distance de l'enseignement qui doit rester libre. Il ne voit pas au nom de quoi l'État interdirait aux congrégations religieuses de remplir leur mission pédagogique. Avec les instituteurs privés qui, à Paris, ont formé une société, il échange régulièrement idées et conseils. Par ses offrandes, il contribue à la construction et au financement de plusieurs établissements diocésains. Dans ce domaine, il précise sa pensée sous la forme d'une lettre manifeste, celle du 30 janvier 1865. L'instruction est mise au premier rang des besoins du pays, mais elle est conçue comme d'abord « religieuse et morale ». Il entend ne pas rétablir le monopole de l'État sur l'Université, développer le réseau des établissements congréganistes et réinstaurer le contrôle du clergé sur les écoles publiques.
Mais s'il insiste sur la liberté de l'enseignement, dérivant selon lui de la liberté de conscience, il n'en tire aucune conséquence analogue sur la liberté d'expression et de la presse sur lesquelles il ne développe pas sa pensée, s'en tenant à des généralités.

### Justice, armée, politique étrangère et coloniale
Le 6 janvier 1855, il affirme avec force son attachement à l'indépendance de la magistrature dans une lettre de principe à un magistrat forcé par le gouvernement à prendre sa retraite.
Il affirme aussi son attachement à l'armée de métier. Il reproche à la conscription : d'arracher des bras qui pourraient cultiver la terre et enrichir le pays ; de dépenser des sommes à l'équipement des conscrits qui seraient mieux employées à perfectionner les équipements lourds et les techniques de feu ; de dégoûter de jeunes citoyens pauvres de l'effort pour la patrie ; de renoncer à un acquis de la civilisation, à savoir le sacrifice consenti du militaire pour le civil. Il est partisan d'une armée resserrée, très technique, fortement hiérarchisée, et après 1871, beaucoup plus orientée vers la « ligne bleue des Vosges » que vers l'expansion coloniale.
Hostile à la politique étrangère de Napoléon III qu'il juge aventureuse, hostile au renforcement de la Prusse et la destruction des États pontificaux, il envisage de reprendre l'"Alsace-Lorraine" à l'Empire allemand par une attaque éclair secrètement et longuement préparée et de travailler à obtenir des garanties pour l'indépendance de la papauté sans préciser lesquelles, ni comment les obtenir. Il souhaite orienter la politique étrangère de la France dans le sens d'une lutte contre les mahométans, aussi bien dans le cadre de la stratégie française au sud et en Orient. De son voyage dans l'Empire ottoman, il a retenu l'idée que le monde musulman doit être repoussé le plus loin possible,.
À partir de 1856, il étudie minutieusement le dossier algérien et il publie la synthèse de ses réflexions dans sa Lettre sur l'Algérie le 30 janvier 1865, lettre où il souhaite qu'on construise des écoles, développe les travaux publics, qu'on fasse l'expérience des associations agricoles, commerciales, industrielles. Il insiste sur la nécessité de servir les intérêts de la civilisation et du christianisme en Algérie et reçoit l'approbation du pape Pie IX. Le prince ne se prononce pas sur la politique coloniale mais affirme la nécessité de ne pas laisser le monopole de la mer à l'Angleterre, de renforcer la marine et de mieux former les administrateurs des colonies.

### Agriculture et paysannerie
Dans sa Lettre sur l'agriculture, publiée le 12 mars 1866, le comte de Chambord rappelle les grandes valeurs de la terre et leurs liens avec la royauté et passe en revue les différentes cultures et leurs difficultés ; il prône le protectionnisme, ne voyant pas l'intérêt d'un abaissement des barrières douanières. Il évoque les pistes à explorer sous forme de questions qui sont autant de priorités sans pour autant préciser les réponses à apporter : comment alléger le fardeau des charges pesant sur le sol ? Comment venir en aide à la propriété atteinte par les hypothèques ? Comment rendre utiles les institutions de crédit en vue des besoins de l'agriculture ? Comment lutter contre le morcellement des terres ? Comment arrêter la dépopulation décroissante ?

### Politique ouvrière
En 1848, il écrit : « assister des Français qui souffrent, c'est me servir ». Dès le 30 octobre 1846, le comte de Chambord avait demandé au marquis de Pastoret d'établir à Chambord et dans les forêts qui lui appartenaient des ateliers de charité offrant pour l'hiver du travail aux habitants les plus démunis. L'idée inspirera l'institution des Ateliers nationaux en 1848.
Les mémoires des légitimistes français alimentent la réflexion du prétendant sur la question sociale, notamment celles du vicomte de Chabrol-Chaméane, du vicomte du Bouchage, du baron de Rivière et surtout d'Alban de Villeneuve-Bargemon, qui fut le compagnon d'armes de la duchesse de Berry. Pour Villeneuve-Bargemon, la charité est nécessaire mais ne suffit pas : il faut agir sur la législation en face de l'égoïsme et du cynisme social. Le comte de Chambord donne son appui en 1849 au marquis de La Rochejacquelein qui veut créer une association au profit des classes ouvrières. Dès cette époque, il encourage la création d'associations constituées dans l'intérêt de la classe ouvrière. Mais il s'agit pour elles de gérer des œuvres charitables et non d'en faire des instruments de négociations sociales. Il croit aux associations d'aide et d'entraide. Il appuie la création par Armand de Melun de la Société d'économie charitable, qui offre plusieurs types de prestations : secours en cas de maladie, crèches, aides aux apprentis, lutte contre les logements insalubres.
Il croit à la formule de l'association, qu'il a observée dans plusieurs pays européens et qu'il juge prometteuse dans une note du 12 juin 1855. En France, un décret de mars 1852 a accordé la faculté de se constituer librement en sociétés de secours mutuels, associations de droit privé qui organisent la solidarité entre affiliés en cas de maladie ou d'accident de travail.
Dans sa Lettre sur les ouvriers du 20 avril 1865, il franchit un pas important en affirmant la nécessité de l'existence d'un dialogue social contradictoire reposant sur les syndicats. Il souhaite ainsi que les travailleurs s'organisent en associations inspirées des corporations, « pour la défense de leurs intérêts communs. » Bismarck, dit : « Il n'y a que moi et le comte de Chambord qui possédions la question sociale. » Il l'appréhende certes sous l'angle de la charité chrétienne due par les grands au soulagement de la misère du peuple mais perçoit aussi le lien entre niveau de vie et statut de travail. L'exigence de charité ne disparaît pas mais se distingue désormais du dialogue social, qui doit disposer selon lui de ses instruments propres. Sa foi dans le dialogue social lui fait sous-estimer le rôle propre de l'État pour réglementer tout ce qui ne peut être laissé à la négociation collective. Il ne craint pas d'utiliser le terme d'« émancipation » de la classe ouvrière.

## La tentative de Restauration (1870-1873)

### De Sedan à la fin de l'exil (août 1870-juillet 1871)
En août 1870, alors que la France de Napoléon III connaît de graves défaites dans la guerre contre la Prusse, le comte de Chambord quitte Frohsdorf dans l'intention de s'enrôler ; il lance le 1er septembre 1870 un appel à « repousser l'invasion, sauver à tout prix l'honneur de la France, l'intégrité de son territoire. »
Le 4 septembre 1870, le Second Empire s'effondre après la défaite de Sedan. Bismarck exigeant de négocier le futur traité de paix avec un gouvernement issu du suffrage des Français, des élections législatives sont organisées en février 1871 ; la nouvelle 
Assemblée compte 240 députés républicains contre 400 monarchistes, divisés entre légitimistes et orléanistes.
Réunie à Bordeaux le 18 février, l'Assemblée nomme Adolphe Thiers « chef du pouvoir exécutif de la République française » ; elle s'investit en même temps du pouvoir constituant, mais annonce qu'elle ne l'exercera qu'ultérieurement. Elle ne veut envisager la restauration de la royauté que lorsque la France sera libérée de l'occupation allemande.
Le 8 mai 1871, le comte de Chambord rend publique une lettre en réponse à un de ses partisans, Carayon-Latour, dans laquelle il condamne les intrigues politiciennes, replace les événements dans le contexte de l'histoire de France, affirme sa foi en la France éternelle et appelle au rassemblement. La lettre accélère le processus d'union des royalistes et les princes d'Orléans enjoignent au comte de Paris de s'effacer devant le petit-fils de Charles X.

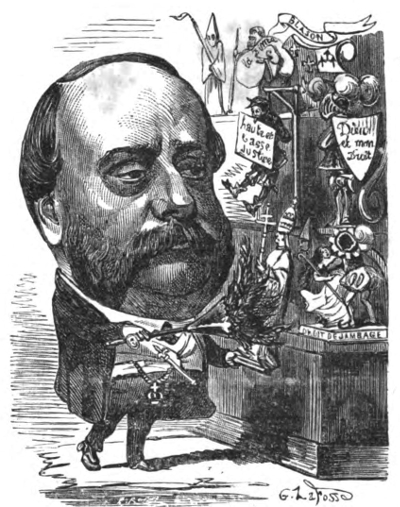
Portrait satirique du comte de Chambord.

Néanmoins le prétendant légitimiste refuse de renoncer au drapeau blanc. Il s'agit pour lui d'une question de principe, qui concerne l'idée même qu'il se fait de la monarchie. Dans une lettre du 24 mai 1871, le comte de Chambord affirme qu'il ne veut pas abandonner le drapeau de ses pères qui pour lui veut dire « respect de la religion, protection de tout ce qui est juste, de tout ce qui est bien, de tout ce qui est droit, uni à tout ce que commande les exigences de notre temps, tandis que le drapeau tricolore représente le drapeau de la révolution sous toutes ses faces et qu'en outre il remplit les arsenaux de l'étranger son vainqueur, » S'il transigeait avec l'héritage de la Révolution, il serait impuissant à faire le bien.
Le 8 juin 1871, l'Assemblée abolit les lois bannissant de France les Bourbons. Aussi, en juillet 1871, le comte de Chambord revient pour quelques jours dans cette France qu'il a dû quitter en 1830. Mais il diffère une rencontre avec le comte de Paris, ce qui déçoit les orléanistes. Il reçoit le 5 juillet une délégation des députés royalistes réunissant les héritiers de trois des plus grandes maisons de la monarchie, Gontaut-Biron, La Rochefoucauld-Bisaccia et Maillé, ainsi que Mgr Dupanloup, évêque et député d'Orléans, qui tentent de le convaincre d'adopter le drapeau tricolore. Le comte de Chambord reçoit également au château de Chambord de nombreux représentants de ses partisans de toutes classes sociales et ces entretiens avec eux le persuadent que le peuple de France n'est pas si attaché au drapeau tricolore. Il quitte à nouveau la France et lance un manifeste, publié dans L'Union du 8 juillet, dans lequel il déclare :
« Je ne puis oublier que le droit monarchique est le patrimoine de la nation, ni décliner les devoirs qu'il m'impose envers elle. Ces devoirs, je les remplirai, croyez-en ma parole d'honnête homme et de roi. […] Je suis prêt à tout pour relever mon pays de ses ruines et à reprendre son rang dans le monde ; le seul sacrifice que je ne puis lui faire, c'est celui de mon honneur. […] je ne laisserai pas arracher de mes mains l'étendard d'Henri IV, de François Ier et de Jeanne d'Arc. […] Je l'ai reçu comme un dépôt sacré du vieux roi mon aïeul, mourant en exil ; il a toujours été pour moi inséparable du souvenir de la patrie absente ; il a flotté sur mon berceau, je veux qu'il ombrage ma tombe. »
Globalement, cette lettre suscite l'incompréhension et Daniel Halévy dit à son propos : « Ce prince, qui faisait écho aux stances d'un poète, faisait-il son devoir de roi ? Les Allemands étaient à Saint-Denis, le trésor était vide, chaque minute avait son exigence. Quel Capétien l'eût compris ? [...] Chambord n'était pas un homme de l'ancienne France, son acte ne se relie en rien à la tradition toute réaliste de nos rois. Chambord est un enfant des émigrés, un lecteur de Chateaubriand. [...] La décision du comte de Chambord est, dans son ordre, un acte révolutionnaire : par elle, un des plus solides appuis des anciennes classes dirigeantes est brisé [...]. Par elle, la Monarchie française quitte terre, devient légende et mythe. » Les légitimistes se divisent, certains publiant une note collective pour affirmer leur attachement au drapeau tricolore. Adolphe Thiers affirme que le comte de Chambord est le fondateur de la république et que la postérité le nommera le « Washington français ». Le vicomte de Meaux affirme dans ses souvenirs que si le petit-fils de Charles X était resté à Chambord, y avait reçu les princes d'Orléans, et s'était dit prêt à s'entendre avec l'assemblée la plus monarchiste que le pays pût élire, la royauté aurait rapidement été restaurée.

### Les atermoiements de la présidence Thiers (août 1871-mai 1873)

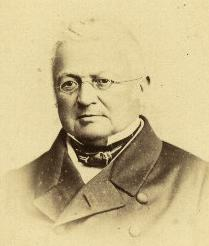
Adolphe Thiers, chef du gouvernement provisoire puis président de la République.

Mais les royalistes pensent que la royauté peut être restaurée. Le 18 septembre 1871, les députés discutent d'une proposition de loi visant à ce que l'ensemble des administrations centrales s'installe à Versailles, qui est votée le 8 octobre, le comte de Chambord ayant annoncé à Lucien Brun, alors perçu comme l'éventuel président du conseil des ministres d'« Henri V », que la restauration faite, il s'installerait à Versailles.
En novembre 1871, le préfet de police nommé par Thiers, Léon Renault, déclare qu'avec cent mille francs, il couvrira Paris de drapeaux blancs.
Certains orléanistes comme le comte de Falloux veulent obtenir du comte de Chambord une abdication formelle ou amener ses partisans à considérer sa succession comme ouverte, ce qui permettrait d'appeler au trône le comte de Paris. Mais le comte de Chambord s'y oppose et précise à nouveau sa pensée le 25 janvier 1872, par un manifeste dans lequel il proclame :
« Je n'ai pas à justifier la voie que je me suis tracée. [...] Je ne laisserai pas porter atteinte, après l'avoir conservé intact pendant quarante années, au principe monarchique, patrimoine de la France, dernier espoir de sa grandeur et de ses libertés. [...] Je n'arbore pas un nouveau drapeau, je maintiens celui de la France [...]. En dehors du principe national de l'hérédité monarchique sans lequel je ne suis rien, avec lequel je puis tout, où seront nos alliances ? [...] Rien n'ébranlera mes résolutions, rien ne lassera ma patience, et personne, sous aucun prétexte, n'obtiendra de moi que je consente à devenir le roi légitime de la Révolution. »
Au printemps 1872, le comte de Chambord s'oppose à l'idée d'une candidature du duc d'Aumale à la présidence de la République. Celui-ci le dénigre en le surnommant « Monsieur de Trop » et se lance le 28 mai 1872 dans un dithyrambe en faveur du drapeau tricolore, qualifié de « drapeau chéri » lors d'une discussion de l'Assemblée; on lui prête cette formule : « Les Français sont bleus, et ils voient rouge quand on leur montre du blanc. »
En janvier 1873, les princes d'Orléans font un geste en direction du comte de Chambord en assistant à une messe à la mémoire de Louis XVI à la chapelle expiatoire.
En mai 1873, le président de la République, Adolphe Thiers, déclare que « la monarchie est impossible » et que la République est préférable. La majorité royaliste de l'Assemblée le met alors en minorité, provoquant sa démission le 24 mai 1873. Elle le remplace aussitôt par le maréchal de Mac Mahon, favorable à la restauration de la royauté.

### L'échec de la Troisième Restauration (juin-novembre 1873)
La mort en janvier de Napoléon III — dont le fils unique et héritier dynastique est exilé avec sa mère en Grande-Bretagne — le départ du républicain Thiers en mai, l'évacuation des troupes allemandes en septembre créent un climat propice à la restauration. Le gouvernement, soutenu par l'Église qui multiplie les pèlerinages où l'on fait chanter en longues processions « Sauvez Rome et la France au nom du Sacré-Cœur ! », entretient ce climat,.
Le 5 août 1873, le comte de Paris, petit-fils de Louis-Philippe, se rend à Frohsdorf pour rencontrer son cousin le comte de Chambord et saluer en lui le « seul représentant du principe monarchique » ; il ajoute que si la France veut revenir à la monarchie, « nulle compétition ne s'élèvera dans notre famille ». Cette réconciliation du petit-fils de Charles X et des Orléans doit en principe inciter les députés orléanistes à se joindre à leurs collègues légitimistes pour voter le rétablissement de la royauté. Pie IX charge alors le nonce apostolique (en) de Vienne de faire savoir au comte de Chambord que le Saint-Siège attache un grand prix à la restauration en France et que la couleur du drapeau est un sujet sur lequel il faut savoir trouver un terrain d'entente.
Le 4 octobre, les députés royalistes nomment une commission chargée de s'entendre avec le comte de Chambord sur un projet de future constitution, préalable au vote de la restauration de la monarchie. La commission désigne le député des Basses-Pyrénées Charles Chesnelong pour rencontrer le prétendant. Le 14 octobre 1873, à Salzbourg, le comte de Chambord approuve le projet constitutionnel que lui expose Chesnelong. Le comte de Chambord ne soulève aucune objection aux lignes déjà esquissées : la reconnaissance du droit royal héréditaire comme partie intégrante du droit national et non placé au-dessus de lui, l'élaboration d'une constitution discutée par l'Assemblée et non octroyée par le roi, la séparation des pouvoirs et le bicaméralisme, la responsabilité politique des ministres, la garantie des libertés civiles et religieuses. Au sujet du drapeau, les deux hommes conviennent d'un texte indiquant que « le comte de Chambord ne demande pas que rien soit changé au drapeau avant qu'il ait pris posession du pouvoir ; il se réserve de présenter au pays, à l'heure qu'il jugera convenable, et se fait fort d'obtenir de lui, par ses représentants, une solution compatible avec son honneur et qu'il croit de nature à satisfaire l'Assemblée et la nation. » Le comte de Chambord n'a cependant pas caché à son interlocuteur qu'il n'accepterait jamais le drapeau tricolore. La « solution » envisagée par le comte de Chambord, pour le drapeau, est inconnue.

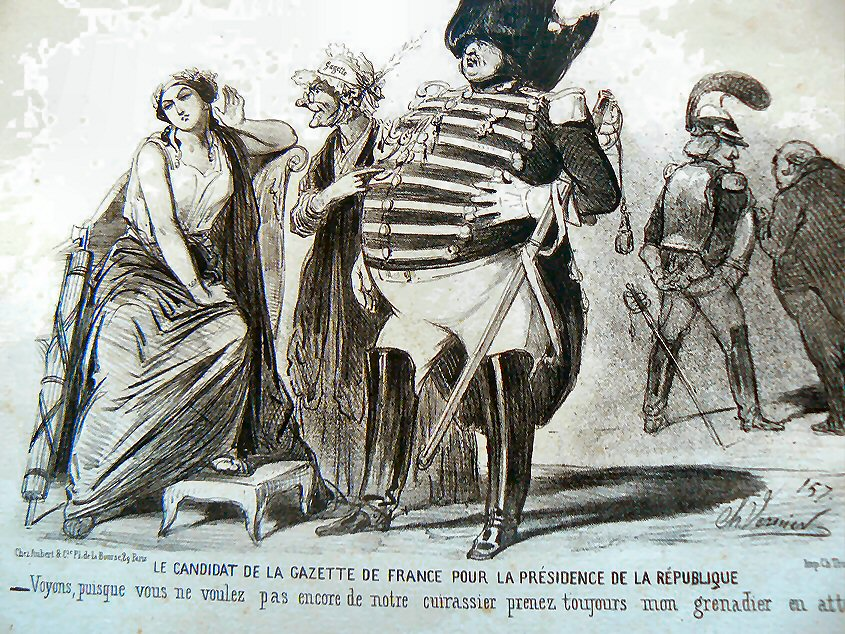
Lithographie par Charles Vernier. En attendant le retour du « cuirassier » (le comte de Chambord), La Gazette de France propose un « grenadier » (La Rochejacquelein) pour la Présidence de la République.

L'accession au trône du comte de Chambord paraît alors très proche d'aboutir. Alphonse Daudet écrit : « Qu'il vienne vite, notre Henri… On se languit tant de le voir. » La commission prépare un texte qui sera soumis au vote dès la première séance de l'Assemblée le 5 novembre et qui affirme dans son article premier que « la monarchie nationale, héréditaire et constitutionnelle est le gouvernement de la France ».
À la fin d'octobre 1873, on commence à préparer le retour du « roi » en France,. Les négociations sont prises au sérieux à la Bourse de Paris, qui monte après ces nouvelles.
Le duc Gaston d'Audiffret-Pasquier entend informer les Français par un communiqué de presse qui mentionne que des modifications du drapeau ne pourraient être apportées que par l'accord du futur roi et de la représentation nationale, sans parler de remplacement. De plus, le procès-verbal d'une réunion des députés du Centre-Droit rédigé par Charles Savary attribue au comte de Chambord des propos qu'il n'a pas tenus lors de son entrevue avec Chesnelong, à savoir qu'il saluerait « avec bonheur » le drapeau tricolore à son entrée en France. On a estimé que le compte-rendu de Savary visait à provoquer de la part du comte de Chambord une réaction qui ferait échouer la restauration.
Du fait de la déformation des paroles du comte de Chambord par Charles Savary, certains journaux vont jusqu'à dire que le prétendant s'est définitivement rallié au drapeau tricolore. Ne voulant pas être lié, le comte de Chambord décide alors de démentir cette interprétation dans une Lettre à Chesnelong du 27 octobre 1873, qu'il fait publier dans le journal légitimiste L'Union. Il y constate que « l'opinion publique, emportée par un courant que je déplore, a prétendu que je consentais enfin à devenir le roi légitime de la révolution. [...] Les prétentions de la veille me donnent la mesure des exigences du lendemain, et je ne puis consentir à inaugurer un règne réparateur et fort par un acte de faiblesse. » Le comte de Chambord réaffirme son attachement au drapeau blanc. Ne pouvant plus espérer obtenir une majorité, la commission qui préparait la restauration de la monarchie met fin à ses travaux le 31 octobre.
Le comte de Chambord, qui ne s'attendait pas à ce résultat, fait alors une démarche pour ressaisir ses chances : il se rend incognito en France le 9 novembre 1873 et s'installe à Versailles, 5 rue Saint-Louis, chez un de ses partisans, le comte de Vanssay. Le 12 novembre, il fait demander par le duc de Blacas à rencontrer le maréchal de Mac Mahon, président de la République. Il songe sans doute à entrer à la chambre des députés, appuyé au bras du président, et obtenir des parlementaires enthousiastes la restauration de la monarchie. Mais Mac Mahon se refuse à rencontrer le prétendant, en estimant que son devoir de chef de l'exécutif le lui interdit.
Dans la nuit du 20 novembre, l'Assemblée, qui ignore que le comte de Chambord est en France, vote le mandat présidentiel de sept ans, prolongeant ainsi les pouvoirs de Mac Mahon. Pour les orléanistes, ce délai doit permettre d'attendre la mort du prétendant légitimiste, après laquelle son cousin, Philippe d'Orléans, comte de Paris, petit-fils de Louis-Philippe, pourrait monter sur le trône, en acceptant le drapeau tricolore, la République n'étant alors envisagée que comme un régime temporaire. Circule alors dans les milieux orléanistes ce mot : « Mon Dieu, de grâce ouvrez les yeux du comte de Chambord, ou bien fermez-les lui ! ».

## Les dernières années et la mort

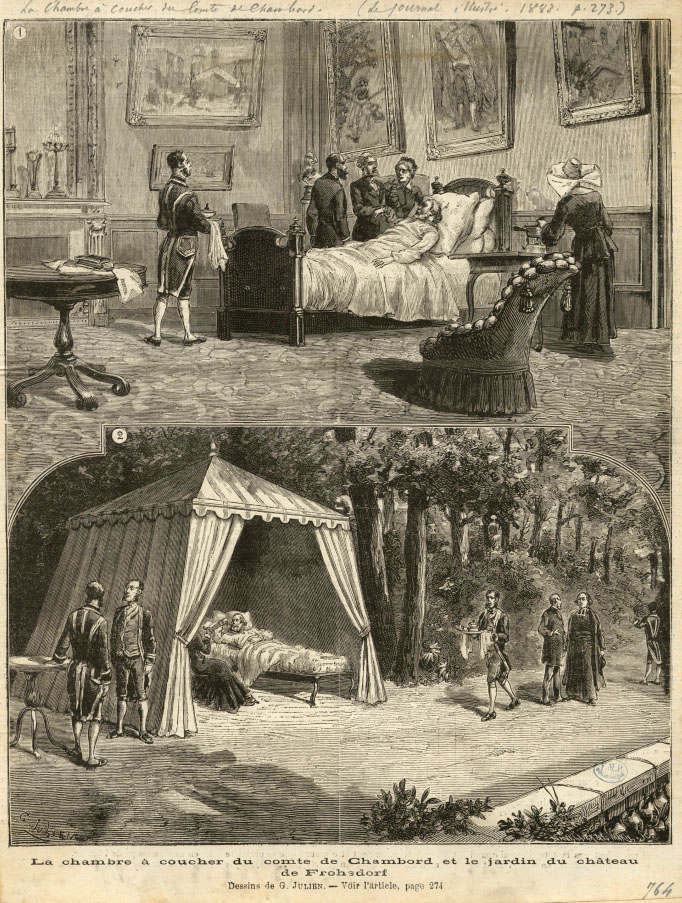
Le comte de Chambord, alité, dans sa chambre et dans le jardin du château de Frohsdorf, en 1883.

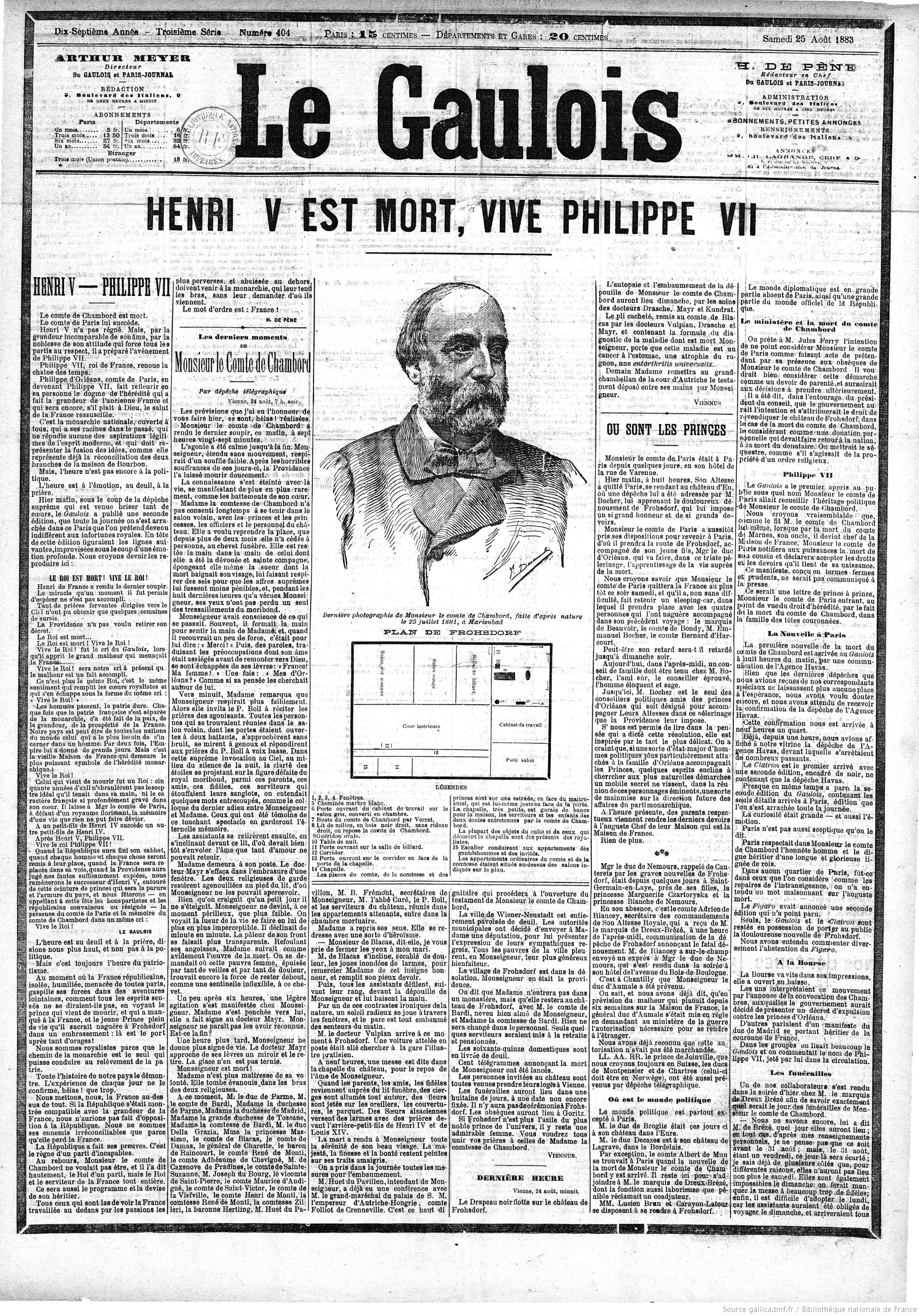
Couverture du Gaulois au lendemain de la mort du comte de Chambord.

Apprenant le vote du septennat, le comte de Chambord rentre à Frohsdorf afin de ne pas être un sujet de troubles. Il ne perd pas espoir, mais les nouvelles qui lui viennent de France ne lui indiquent que l'amenuisement puis la disparition de la majorité royaliste, face aux victoires successives des républicains. La République est instituée en janvier 1875 par l'amendement Wallon, et les lois constitutionnelles de février puis de juillet organisent son fonctionnement. En 1879, avec la démission du président Mac Mahon, tous les pouvoirs appartiennent aux républicains.
À Frohsdorf, le comte de Chambord et son épouse Marie-Thérèse de Modène sont entourés d'une cour miniature constituée de deux douzaines de fidèles à leur service, dont Adhéaume de Chevigné, sa femme Laure de Chevigné et Robert de Fitz-James. Il règne dans cette cour une étiquette rigide similaire à celle de Versailles au temps de Louis XIV. L'écurie comptait cent couples de chevaux de race dont la blancheur était censée évoquer la fleur de lys, emblème de la famille royale.

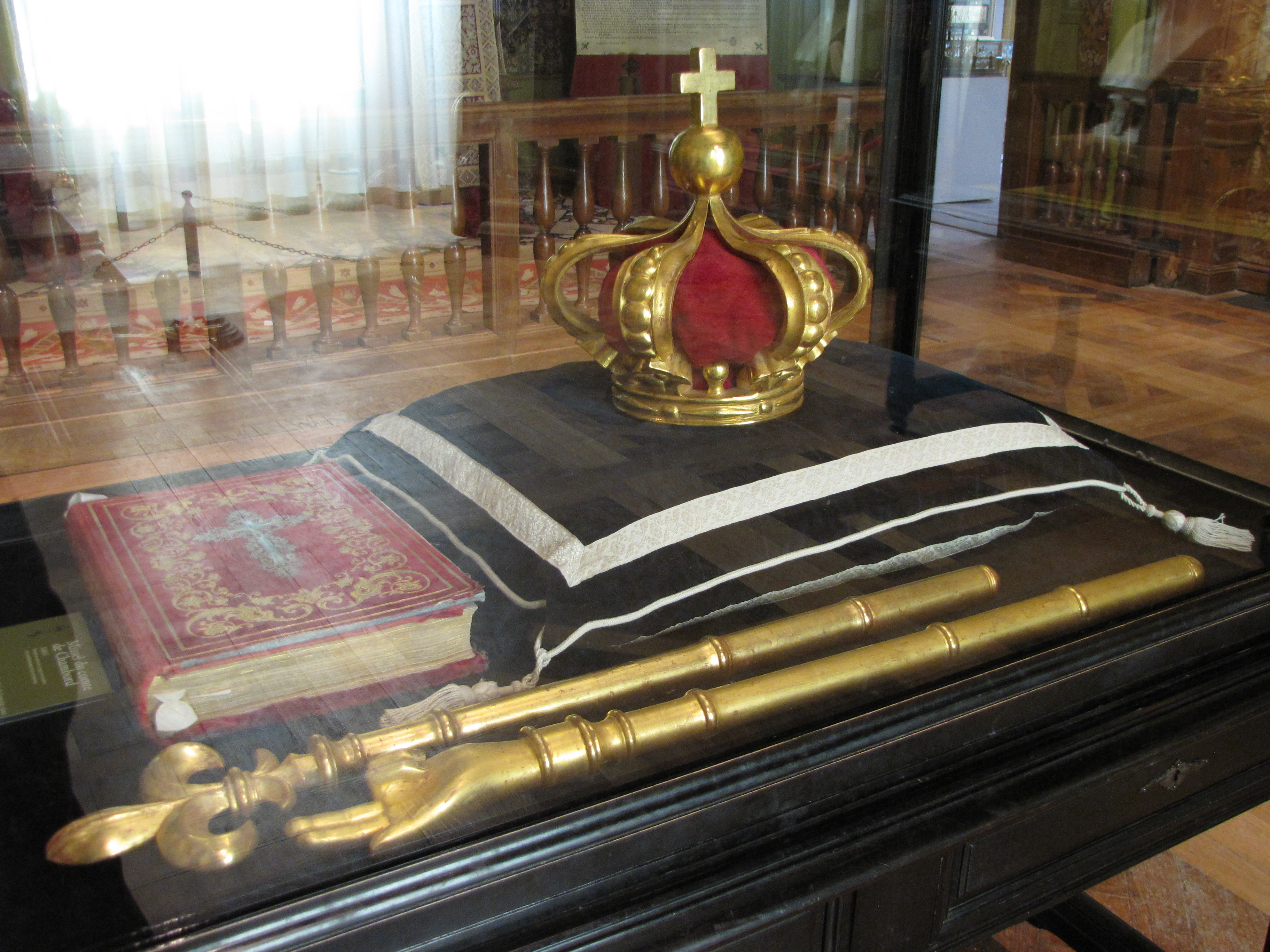
Ornements royaux fabriqués pour le service funèbre du comte de Chambord en 1883. Château de Chambord, inv. CH41/0419-1 à 3.

En juin 1883, le comte de Chambord est atteint d'une maladie des voies digestives, dont il meurt en exil à Frohsdorf le 24 août 1883,, veille de la Saint-Louis. Les obsèques d'Henri V ont lieu le 3 septembre dans la cathédrale de Gorizia (devenue italienne depuis 1918), et il est inhumé auprès de sa sœur Louise et de Charles X, du dauphin et de la dauphine, en dehors de la ville, au couvent de Kostanjevica (en Slovénie), situé depuis 1947 à deux cents mètres derrière la frontière italo-slovène.

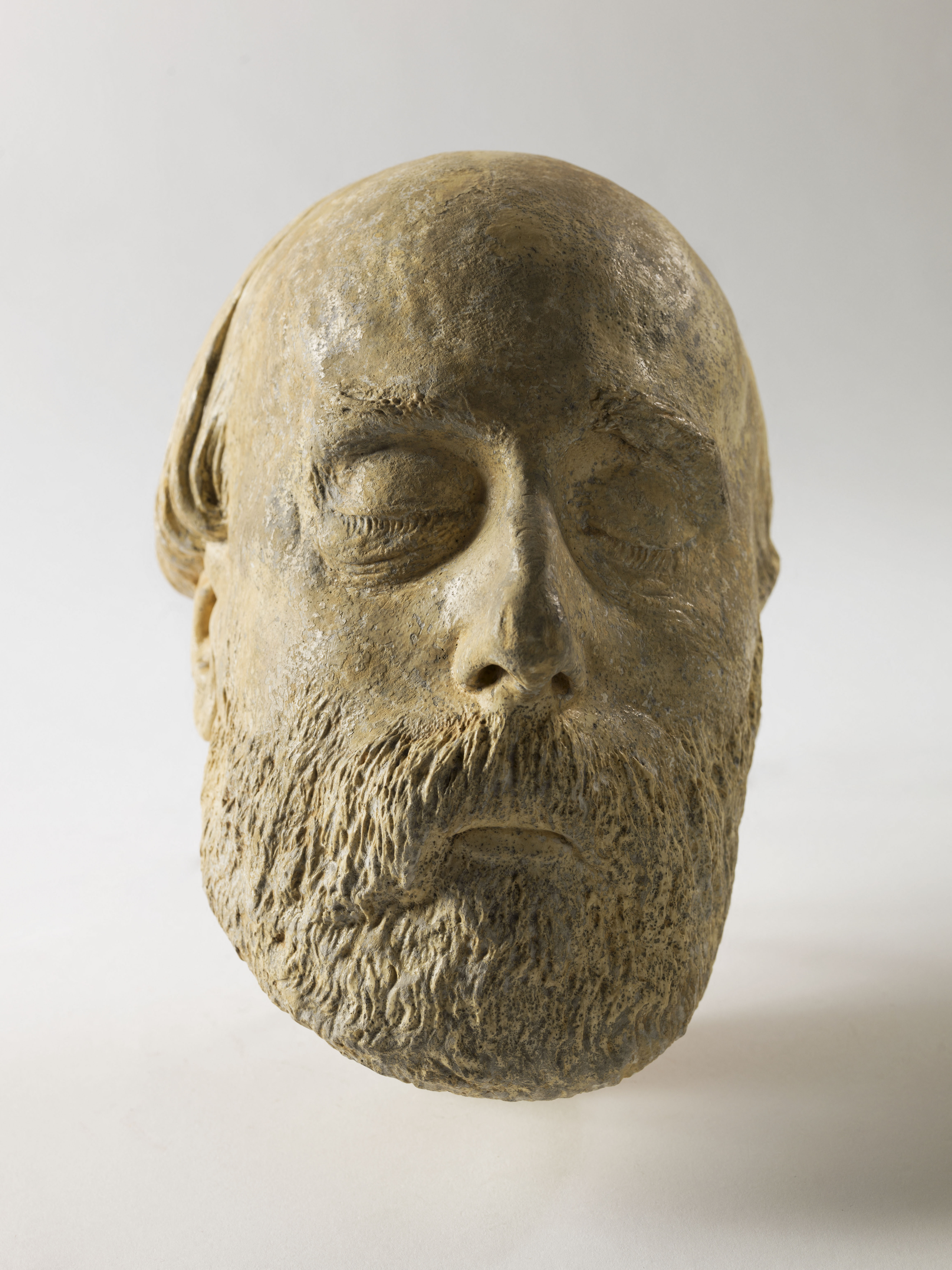
Masque mortuaire du comte de Chambord, 1883.

## La question dynastique après le comte de Chambord
Le comte de Chambord n'ayant pas eu d'enfant, les royalistes étaient partagés entre deux possibilités.
Selon certains légitimistes, la couronne devait revenir aux Bourbons d'Espagne, qui descendaient d'un petit-fils de Louis XIV ; ce dernier, monté sur le trône d'Espagne en 1700, sous le nom de Philippe V, avait bien renoncé à ses droits sur le trône de France, pour lui et toute sa descendance, lors des traités d'Utrecht en 1713, mais toute renonciation est nulle selon le principe d'indisponibilité de la Couronne. De plus de nombreuses clauses du traité furent violées ultérieurement.
Pour les légitimistes « fusionnistes », Philippe V ayant renoncé au trône de France, la couronne devait revenir au chef de la maison d'Orléans (par ailleurs héritier des prétentions orléanistes), en vertu des renonciations bilatérales des traités d'Utrecht et en application d'un principe d'exclusion des princes devenus étrangers et de leur descendance de la succession au trône.
L'opinion du comte de Chambord sur sa succession dynastique fit l'objet de témoignages contradictoires, les uns en faveur des Bourbons, les autres pour les Orléans.
Parmi les partisans des Orléans, le vicomte Émile de La Besge écrivit dans ses souvenirs que dès 1862, le comte de Chambord lui aurait dit : « ce sont les princes d'Orléans qui sont mes héritiers légitimes ». Et selon le marquis de Dreux-Brézé (1826-1904) — qui avait été, de 1872 jusqu'à la mort du comte de Chambord, l'intermédiaire entre le chef de la Maison de Bourbon et les comités royalistes dans 55 départements (plus de la moitié de la France), avant de se rallier au comte de Paris : « Si, dans son esprit, le droit à sa succession comme Roi de France avait reposé sur une autre tête que celle de Monsieur le Comte de Paris, Monsieur le Comte de Chambord, qui, plus que personne, connaissait les dispositions d'esprit de son parti, eût certainement combattu l'opinion qui, parmi les royalistes prévalait, dans la mesure dont nous parlions tout à l'heure, en faveur de ce prince. Il n'eût pas laissé s'enraciner une appréciation à ses yeux erronée ; il se fût refusé, avec la loyauté de son caractère, à prendre une part, même tacite au triomphe à venir de ce qu'il jugeait une usurpation ; il aurait cherché, par l'entremise de ses mandataires autorisés, à éclairer ses fidèles, à diriger leurs regards et leur dévouement vers le prince appelé à devenir leur Roi, ou, du moins, celui de leurs enfants. » [...] « Après la mort de Monsieur le Comte de Chambord, les royalistes, privés de leur chef, reconnurent presque immédiatement, fidèles en cela à leurs principes, les droits de tout temps, à mon avis incontestables, de Monsieur le Comte de Paris à la couronne de France. Quelques légitimistes, toutefois, s'essayèrent à contester ces mêmes droits et se refusèrent à conférer à Monsieur le Comte de Paris le titre d'héritier du Roi. En face de ce double fait et en raison du bruit qui se produisit durant quelques mois autour de cette opposition à la conduite, presque universelle du parti royaliste (je me sers à dessein du mot bruit car ces attaques n'eurent jamais de retentissement sérieux), je puis me regarder comme autorisé à intervenir, à mon tour ; il m'est permis de consigner ici, au moins pour les miens, mon sentiment sur l'opinion de Monseigneur à l'égard des droits de Monsieur le Comte de Paris et les motifs sur lesquels j'appuie ce sentiment. Monseigneur a toujours admis, telle est ma certitude, le droit de Monsieur le Comte de Paris à lui succéder sur le trône de France. Il fut toujours persuadé que la presque unanimité des légitimistes le considéreraient, après sa mort, comme son héritier. » Et le marquis, de fustiger cet « essai d'opposer au droit de Monsieur le Comte de Paris, une pensée intime de Monsieur le Comte de Chambord, pensée d'ailleurs présentée au public, pour la première fois, après la mort seulement de Monseigneur ».
Certains « conseillers intimes » de Chambord, le comte de Blacas (qui avait été chargé de relever les « instructions destinées à guider les représentants, en France, de Monsieur le Comte de Chambord »), le baron de Raincourt, le comte de Monti, le comte de Chevigné et le comte de Damas, firent savoir qu'ils « reconnaiss[aient] les droits de M. le comte de Paris à  la succession de M. le comte de Chambord. », dans une lettre publiée par Le Figaro le 6 septembre 1883. Blacas, Raincourt, Monti, Chevigné et Damas, qui n'avaient pas voulu être associés aux « Blancs d'Espagne » — sobriquet donné aux partisans des Bourbons par l'orléaniste Eugène Reynis le 2 janvier 1884, et qui fit florès — formant ce que des orléanistes appelaient « la petite église » — réunie, autour de la veuve du prétendant (laquelle soutenait son beau-frère Montizón), dans sa résidence de Frohsdorf —, apportèrent « un démenti formel aux appréciations émises par le prétendu conseiller intime [du prince défunt], Maurice d'Andigné, qui n'a pu, en tout cas, que parler en son nom personnel » en prenant le parti du nouvel aîné des Bourbons. Le surlendemain des obsèques du comte de Chambord, le journal Le Temps avait évoqué « un groupe d'intransigeants, qui déjà cherchent, parmi les parents du comte de Chambord, un prétendant à opposer à M. le comte de Paris » — tandis que quelques légitimistes allaient se convertir au survivantisme, espérant une lignée royale cachée, fondée par Louis XVII, qui se serait perpétuée dans l'ombre (une sorte de sébastianisme à la française).
Du côté des légitimistes (parmi lesquels Alfred Huet du Pavillon, Maurice de Junquières, Charles-Louis du Verne, Urbain de Maillé de La Tour-Landry, Louis de Quatrebarbes, Paul de Foresta, Germain Guérin de La Houssaye, Hilaire Bernigaud de Chardonnet, Sébastien Laurentie, Guillaume Véran, Henri Baron de Montbel, Ludovic Clément de Blavette, Hilaire Parent de Curzon, Victor de Maumigny, Oscar Bévenot des Haussois, Arsène Le Gal de Kérangal...) qui se rallièrent à la nouvelle branche aînée des Bourbons, Joseph du Bourg (un des secrétaires du comte de Chambord) déclara dès le 16 octobre 1883 dans le journal Les Nouvelles que « la succession légitime au trône de France reposait sur les descendants du duc d'Anjou ».
Le comte de la Viefville écrivit le 20 novembre à son ami le comte de Touchimbert : « Bien que le Roi, mon maître bien-aimé, ne se soit jamais prononcé devant moi, ses réserves, son silence, m'ont souvent prouvé qu'il ne pensait pas autrement que nous sur cette question. Trente-deux ans de service m'avaient appris à le comprendre, même quand il ne disait  rien. Je défie donc n'importe qui de me citer un mot du Roi affirmant le prétendu droit des d'Orléans. Bien plus, quelques jours avant sa fin, prévoyant tout, il a dit : « Je ne veux pas que mon cercueil serve de pont aux d'Orléans ».
L'aumônier du comte de Chambord, l'abbé Amédée Curé, écrivit dans la revue L'Ami du clergé — en parlant des supposés droits des Orléans à succéder au comte de Chambord — que « non, [Henri d'Artois] ne les reconnaissait pas, il ne les avait jamais reconnus et même avait toujours défendu à ses partisans de les affirmer publiquement ». L'abbé Curé confirmait que le comte de Chambord était pour les Anjou et qu'« il n'en faisait pas mystère aux personnes qui partageaient cette manière de voir ». Et en 1905, Amédée Curé rapporta une lettre du 19 mars 1872 qu'il avait reçue du comte de Cibeins, Léonor de Cholier, quelques jours après une interview du prétendant Henri V au journal La Liberté. Cholier y écrivait : « le Roi ne se prononçait pas sur la pensée de l'héritier et j'avais compris, pour mon compte, que sans un Dauphin envoyé de Dieu, cet héritier était le prince qui serait déclaré Duc d'Anjou, c'est-à-dire Don Carlos ou Don Alphonse [les deux fils du comte de Montizón, le plus proche cousin salique du comte de Chambord], selon l'option de l'aîné entre les deux Couronnes ». L'abbé Curé montra ces lignes au comte de Chambord, qui approuva : « elle est parfaite, cette lettre. Je la signerais d'un bout à l'autre ».
Le confesseur du prétendant, le père Prosper Bole, relata que c'était le comte de Chambord lui-même qui l'avait instruit des droits de la branche d'Anjou, descendant d'un petit-fils de Louis XIV (alors que la branche d'Orléans ne descend que du frère de ce roi), quand le père Bole croyait jusqu'alors à la validité de la renonciation de Philippe V.
Maurice d'Andigné, qui avait été un des secrétaires et un conseiller intime du comte de Chambord, créa le 22 décembre 1883 avec d'autres anciens conseillers ou secrétaires intimes du comte de Chambord (Henri de Cathelineau, Joseph du Bourg, Auguste de Bruneteau de Sainte-Suzanne, Alexis de La Viefville, Raoul de Scorraille) un nouveau parti, le Comité légitimiste de propagande, qui tint son premier congrès le 27 juillet 1884 à Paris. À cette occasion, d'Andigné, interviewé le 26 juillet par le journaliste Fernand Xau, déclara que l'héritier du comte de Chambord était actuellement le prince Jean de Bourbon (« don Juan », comte de Montizón, le nouveau chef de la maison de Bourbon) et souligna qu'être légitimiste, c'était « accepter la loi salique sans discussion. [...] Or, que dit la loi salique ? Que l'héritier du trône de France est le premier né. M. le comte de Paris est-il le premier né ? Certes non ! »
La comtesse de Chambord, qui détestait les princes d'Orléans qu'elle qualifiait de « vautours », testa en faveur d'un Bourbon d'Espagne (filleul du prince), futur duc d'Anjou et de Madrid (petit-fils de Jean de Bourbon), lui laissant ses archives, l'argenterie aux armes de France, les colliers des ordres royaux et les étendards confiés en 1830 à Charles X.
La question avait été posée au comte de Chambord, qui avait répondu que son successeur serait « celui qui aura le droit. » Selon un auteur il tenait à la loi traditionnelle de succession et n'approuva pas ceux qui désignaient le comte de Paris comme son successeur.
À la mort du prince, une minorité de légitimistes soutenue par sa veuve reconnut comme le roi "de droit" Jean de Bourbon, comte de Montizón (beau-frère de la comtesse de Chambord), descendant du petit-fils de Louis XIV, désormais aîné des Capétiens, et ancien prétendant carliste à la couronne d'Espagne. Pour ces légitimistes la maison d'Orléans ne pouvait prétendre qu'à la succession d'un roi des Français, Louis-Philippe.
Dans les faits, une majorité de royalistes français reporta ses espoirs de restauration sur Philippe d'Orléans, comte de Paris, petit-fils de Louis-Philippe, aîné des Capétiens demeurés continûment français, vivant en France et connu des Français.

## Titulature et décorations

### Titulature
- 29 septembre 1820 - 16 août 1830 : Son Altesse royale Henri d'Artois, petit-fils de France, duc de Bordeaux[89] (naissance) ;
- 16 août 1830 - 24 août 1883 : Son Altesse royale le comte de Chambord[90] (en exil).

### Décorations dynastiques françaises
En qualité de chef de la maison de France et prétendant au trône de France, ses partisans l'ont considéré comme grand maître des ordres dynastiques traditionnels.
| Ordre du Saint-Esprit | Grand maître de l'ordre du Saint-Esprit (1844-1883)                   |
| Ordre de Saint-Michel | Grand maître de l'ordre de Saint-Michel (1844-1883)                   |
| Ordre de Sainte-Louis | Grand maître de l'ordre royal et militaire de Saint-Louis (1844-1883) |

### Décoration dynastique étrangère
Royaume d'Espagne
| Ordre de la Toison d'Or | Chevalier de l'ordre de la Toison d'Or (1823) |

## Musée, monument, hommages
Le château de Chambord, qui appartient à l'État, comporte un musée où plusieurs salles évoquent le comte de Chambord. Elles renferment notamment des souvenirs et du mobilier provenant de Frohsdorf. Au château se trouvent aussi quatre voitures et un carrosse que le comte de Damas, représentant en France du comte de Chambord, avait acquis auprès de la maison Binder, au début des années 1870, pour l'entrée à Paris d'Henri V, au cas où il aurait été appelé au trône.
Le musée des Arts décoratifs et du Design de Bordeaux possède une des plus importantes collections légitimistes de France. Un salon dédié au duc de Bordeaux évoque sa vie, depuis sa naissance jusqu'à sa mort. La plupart des pièces sont des images et objets de propagande transmettant un message politique en faveur de la monarchie. Quelques belles pièces auraient appartenu personnellement au duc de Bordeaux : un hochet en argent et des chaussons de naissance en peau blanche. Des objets personnels du comte de Chambord sont également présentés : son coupe-papier et sa paire de ciseaux au chiffre H couronné, son encrier aux trophées de chasse ou encore son nécessaire de toilette.
Le cabinet des arts graphiques du musée Carnavalet à Paris et son cabinet de numismatique conservent plusieurs centaines d'estampes et de médailles de propagande légitimiste à la gloire du duc de Bordeaux puis comte de Chambord, de sa naissance à sa mort.
À la fin du XIXe siècle, des légitimistes français ont élevé au comte de Chambord un monument à Sainte-Anne-d'Auray ; un piédestal de pierre, orné de statues de Jeanne d'Arc, Bayard, sainte Geneviève et du Guesclin, porte la statue du prétendant en orant, en costume de sacre.
Un cultivar de rosier a été dédié en 1858 au comte de Chambord par les rosiéristes Moreau et Robert, la rose 'Comte de Chambord', au parfum capiteux.
Effigie équestre
Le 20 mars 2025 à Toulouse fut vendu un portrait équestre d'Henri V, comte de Chambord par un "suiveur d'Alfred de Dreux"; ce tableau, qui le représente sur un cheval brun - dont la position de tête est inverse de celle de son cavalier - sur une terrasse à balsutrades avec en arrière-plan le chateau éponuyme, fut disputé par sept enchérisseurs et adjugé 5 750 euros à l'Etat pour le Domaine national de Chambord (reprod. coul. p.189 du n°12 de "La Gazette Drouot" du 4/04/2025).